# Motte (Burg)

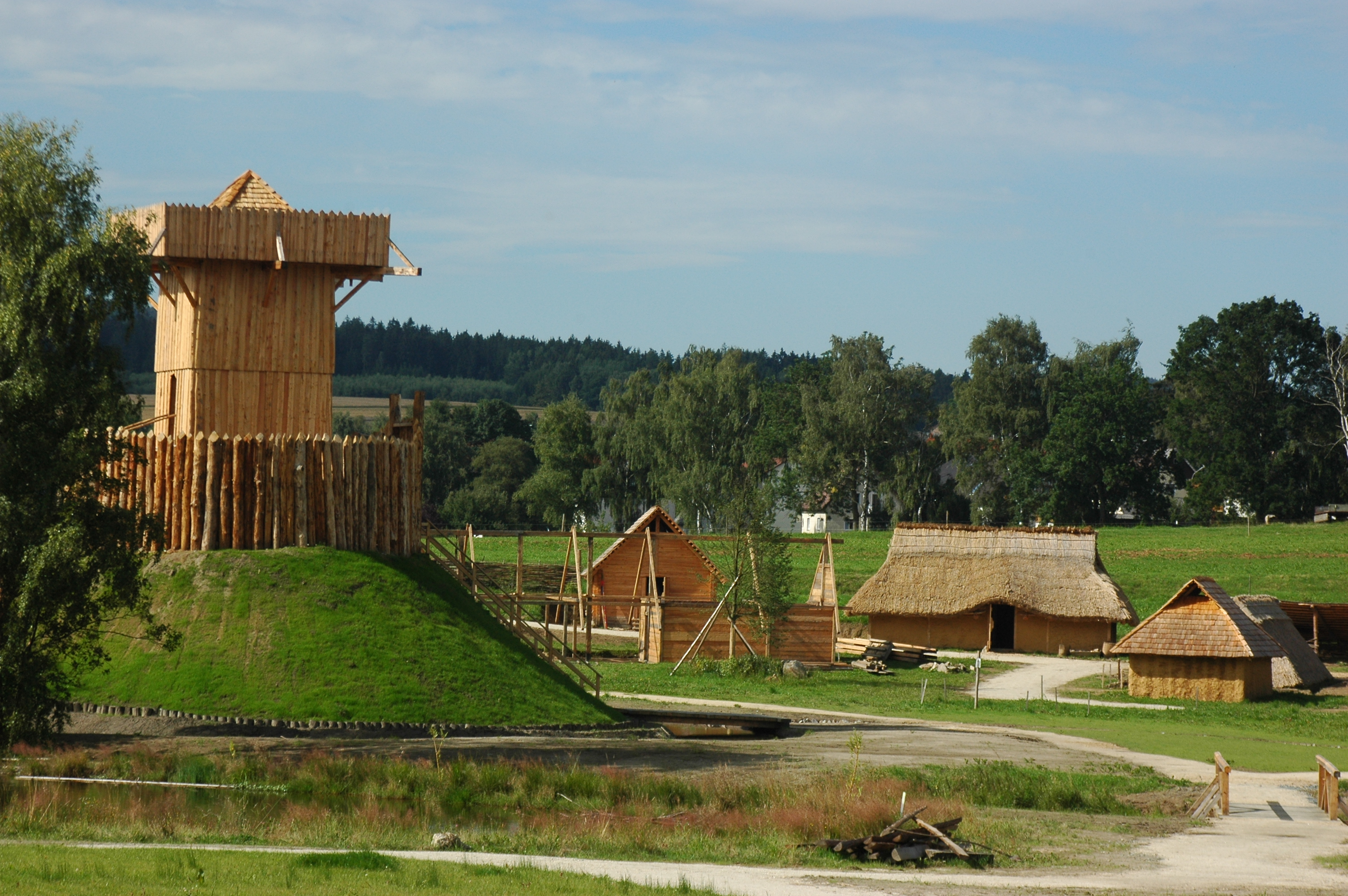
Rekonstruierte Motte (links) im Geschichtspark Bärnau-Tachov

Eine Motte (französisch motte „Klumpen“, „Erdsode“) ist ein vorwiegend in Holzbauweise errichteter mittelalterlicher Burgtyp, dessen Hauptmerkmal ein künstlich angelegter Erdhügel mit einem meist turmförmigen Gebäude ist. Weitere deutsche Bezeichnungen sind Turmhügelburg, Erdhügelburg und Erdkegelburg.

## Bezeichnung

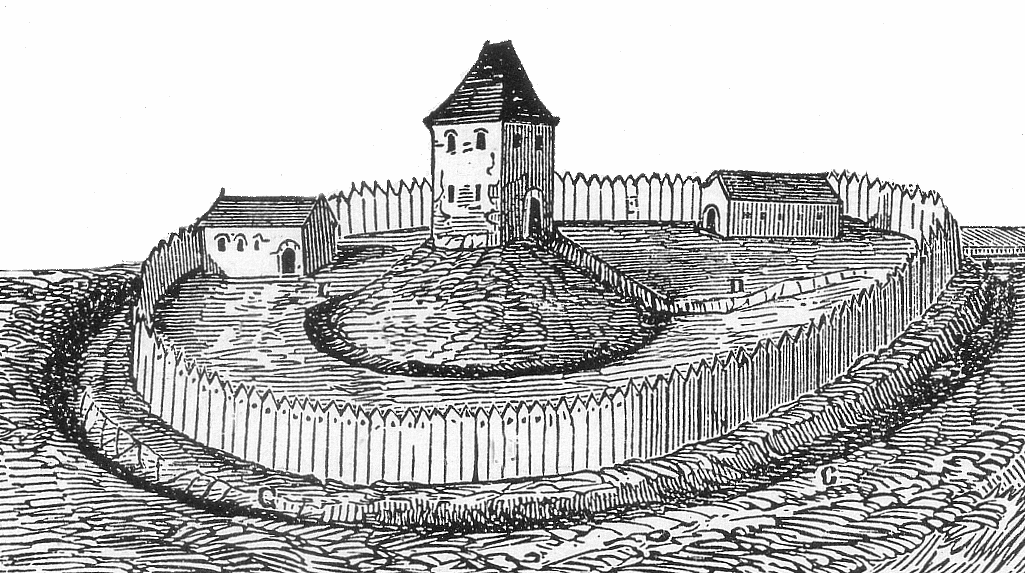
Früher Rekonstruktionsversuch eines château à motte von A. de Caumont, 19. Jahrhundert

Die Erforschung des Burgtyps begann in den 1830er Jahren der französische Archäologe Arcisse de Caumont, der ihn als château à motte bezeichnete. Mit motte ist dabei der charakteristische Erdhügel gemeint. Die überlieferte lateinische Bezeichnung dafür ist mota. Der deutsche Burgenforscher Otto Piper übernahm später die Bezeichnung „Motte“ aus dem Französischen, die im heutigen deutschen Sprachgebrauch sowohl den Erdhügel als auch pars pro toto die Burganlage als Ganzes bezeichnet. Carl Schuchhardt hingegen bezeichnete den Hügel als Turmhügel und den entsprechenden Burgtyp als Turmhügelburg. Teilweise wird auch vorgeschlagen, die Motte als künstlich aufgeworfenen Hügel und die Turmhügelburg als Anlage auf einer künstlich überhöhten natürlichen Erhebung zu bezeichnen. Letzteres wird in Österreich auch als Hausberg bzw. Hausberganlage bezeichnet. Alle diese Begriffe sind aber konstruktive Bezeichnungen der Burgenforschung, keine zeitgenössischen des Mittelalters. Regional gibt es weitere unterschiedliche Bezeichnungen für den Turmhügel, wie beispielsweise Bühl, Borwall oder Wal.
Der Typus der Motte findet sich am häufigsten bei Niederungsburgen im Flachland, bisweilen auch in hügeligen Regionen, im Gegensatz zu den Höhenburgen in Mittel- oder Hochgebirgen. Unter einer Turmburg kann man den Oberbegriff verstehen, der sowohl ebenerdige Turmburgen als auch Turmhügelburgen umfasst, wobei Motten solche Turmhügelburgen sind, deren Hügel ganz oder größtenteils künstlich aufgeschüttet wurden. Die mottentypische Umgebung war sumpfig oder von Gewässern durchzogen.

## Aufbau und Formen

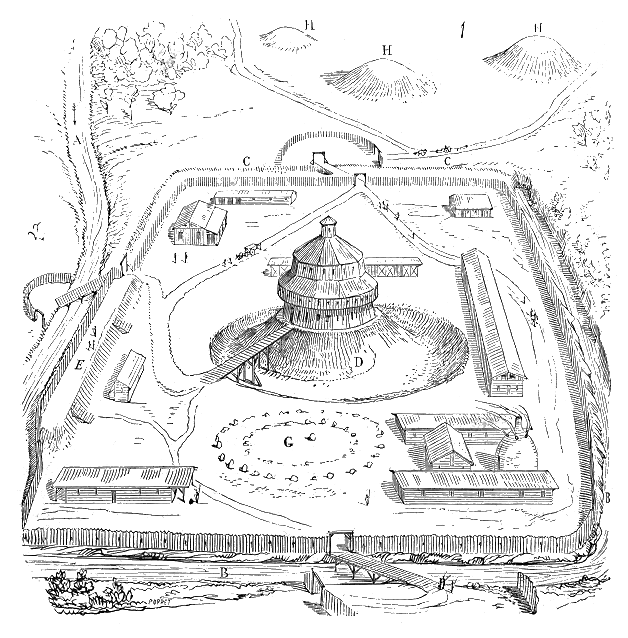
Kernburg im Zentrum der Vorburg, Rekonstruktion la Tusque von Viollet-le-Duc (19. Jahrhundert)

Die Motte besteht in der Regel aus zwei Bereichen: der auf einem künstlichen Erdhügel errichteten Kernburg oder Hochburg sowie einer oder mehrerer Vorburgen. Die Unterscheidung dieser beiden Bereiche ist zunächst eine rein formale, von der Funktion her musste der auf dem Erdhügel gelegene Teil nicht zwangsläufig die Hauptburg darstellen. Beide Bereiche sind jeweils durch eigene Gräben und Wälle oder Palisaden geschützt und oftmals nach dem Prinzip der Abschnittsverteidigung hintereinander gegliedert, wobei die Kernburg dann den letzten Verteidigungsabschnitt darstellt. Vorburg und Kernburg können in verschiedener Weise einander zugeordnet sein. Bei der einteiligen Anlage befindet sich der Turmhügel der Kernburg inmitten der Vorburg, die somit die Kernburg ringförmig umschließt. Bei mehrteiligen Anlagen sind die Areale von Vorburg und Kernburg neben- beziehungsweise hintereinander angeordnet. Eine seltene Sonderform sind die sogenannten Doppelmotten, die über zwei Turmhügel verfügen (ein Beispiel dafür ist Eriksvold auf Lolland in Dänemark).
In einigen Fällen kommen Motten ohne Vorburg vor. Das kann beispielsweise der Fall sein, wenn das Hügelplateau der Kernburg so geräumig ist, dass alle Wirtschaftsgebäude, die normalerweise in der Vorburg untergebracht sind, dort Platz finden; ein Beispiel dafür ist die Luccaburg in Niedersachsen. In anderen Fällen konnte der zugehörige Wirtschaftshof von der Burg weiter entfernt sein, so dass er mit dieser keine bauliche Einheit bildete. Auch kleinere militärische Stützpunkte oder Wachposten konnten in der Bauform einer Motte errichtet sein; hier handelte es sich jedoch nicht um vollständige Burgen.

### Kernburg

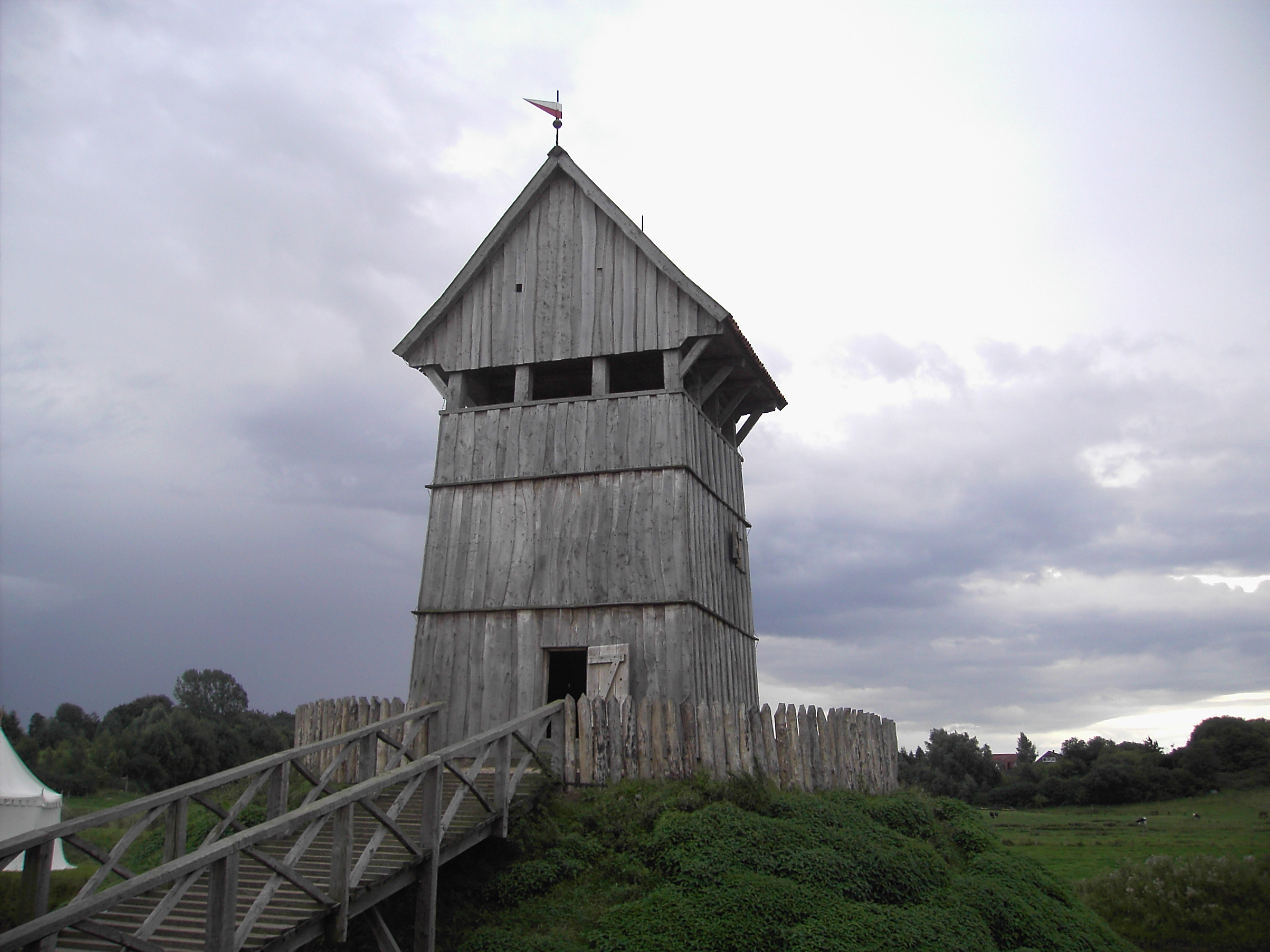
Kernburg der Turmhügelburg Lütjenburg: Erdhügel mit Palisade, Holzturm und Zugangsbrücke (Rekonstruktion)

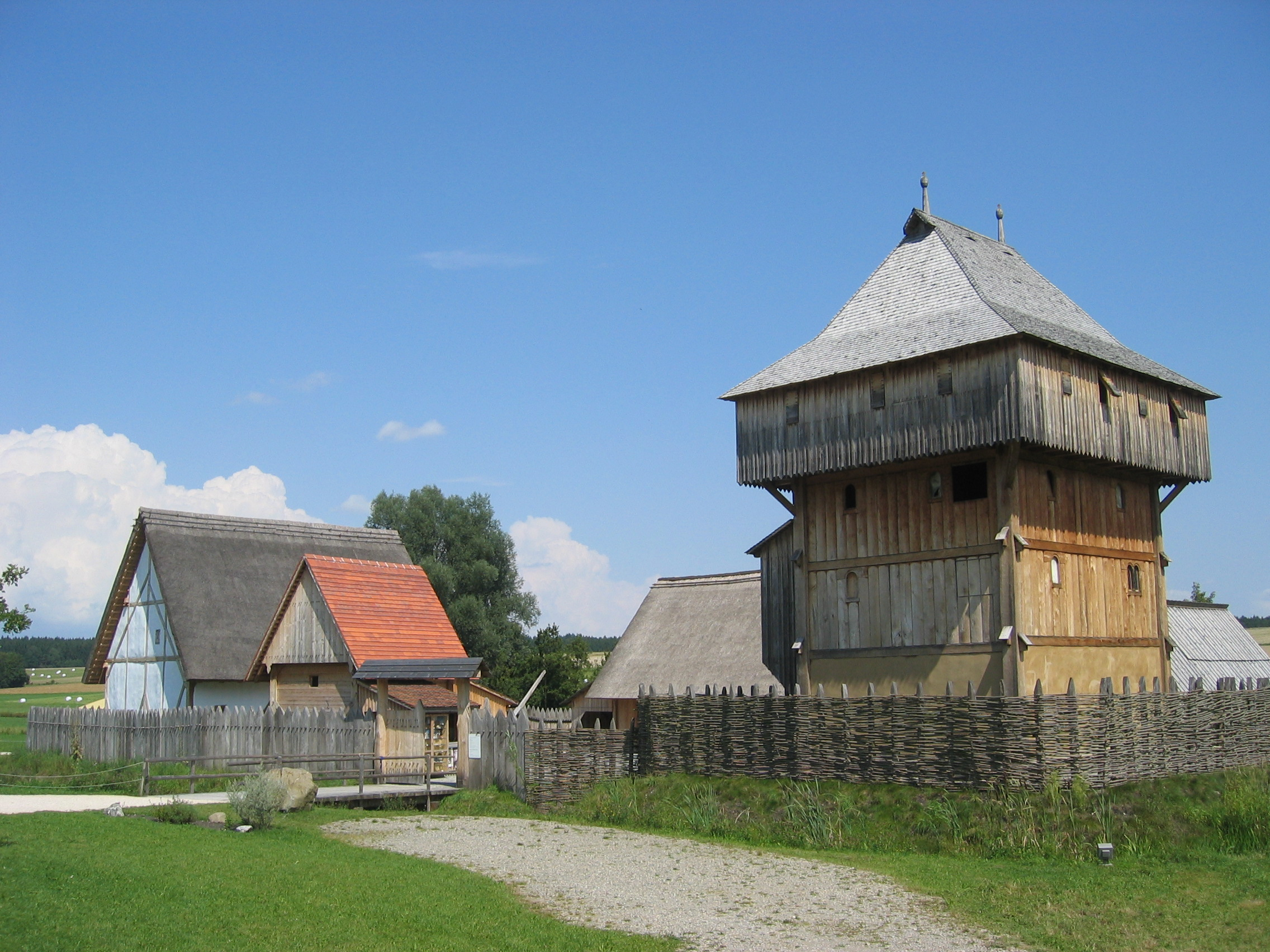
Bachritterburg Kanzach, Wohnturm auf einer niedrigen Motte, daran anschließend die Wirtschaftsgebäude der Vorburg (Rekonstruktion)

Die Kernburg (Hochburg) besteht aus dem künstlich errichteten Erdhügel (Turmhügel, manchmal auch Burghügel genannt), also aus der Motte im engeren, eigentlichen Sinne, und den darauf errichteten Bauten.

#### Erdhügel
In Niederungslagen wurde bei der Anlage der Kernburg ein Ringgraben ausgehoben und der Grabenaushub in der Mitte aufgeschichtet. Die so entstehende Motte konnte mit weiterem herbeitransportierten Erdmaterial erhöht werden, in manchen Fällen fand eine solche Erhöhung erst in einer späteren Bauphase statt. Idealerweise entstanden dabei kleine, aber sehr steile Hügel, die nicht leicht gestürmt werden konnten, während sich die Besatzung im Turm mit Pfeil und Bogen verteidigte. In der Forschung werden Motten anhand der dabei erreichten Höhe des Hügels kategorisiert, ab einer Höhe von fünf Metern spricht man von einer Hochmotte. Eine genauere Untergliederung unterscheidet drei Kategorien:
- Großmotten über zehn Meter Höhe
- Motten von fünf bis zehn Meter Höhe (die Mehrzahl der erhaltenen Hügel fällt in diese Kategorie)
- Kleinmotten unter fünf Meter Höhe[2]

Typisch ist ein Durchmesser von 20 bis 30 Metern; Turmhügel mit einem größeren Durchmesser hatten meist eine geringere Höhe. Die Bauzeiten konnten bei einfachen Anlagen sehr kurz sein: eine kleine Turmhügelburg war nach Quellenangaben in etwa 10 Tagen bezugsfertig. Die Baumaterialien Holz und Erde waren überall schnell verfügbar (beispielsweise durch Rodung) und konnten rasch verarbeitet werden. Der Erdhügel konnte aber auch sorgfältig aus unterschiedlichem Schüttmaterial aufgeschichtet werden, um eine höhere Stabilität zu bekommen. Natürliche Felsklötze oder Geländeerhebungen wurden bei entsprechender Gelegenheit gerne in den künstlichen Hügel einbezogen. Motten in Höhenlagen wurden aus einem Hang, einer Hügelkuppe oder einem Bergsporn herausgearbeitet, das vorhandene Erdreich wurde abgesteilt und durch Aufschüttung ergänzt, so dass wie bei den Motten in Niederungslagen eine kompakte und tendenziell gleichmäßige, steile Hügelform entstand. Man spricht dann von Höhenmotten oder Bergmotten. In einigen Fällen wurden auch frühgeschichtliche Grabhügel und ähnliche Anlagen umgenutzt.

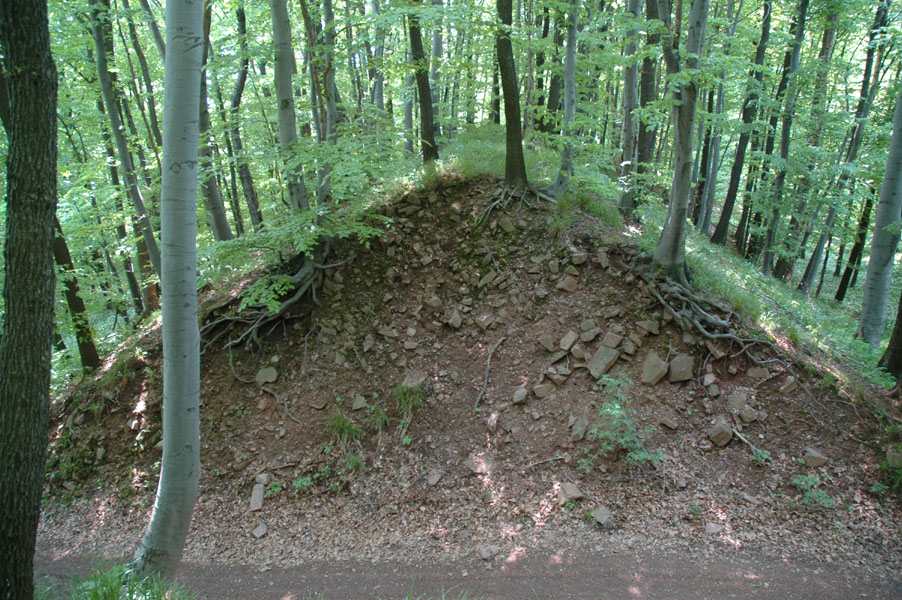
Sichtbares Schüttmaterial bei einer Motte in Ungarn

Beim Grundriss ist eine kreisrunde Form für die Motte charakteristisch, der sich darüber erhebende Erdhügel hat meist die Form eines Kegelstumpfs oder ist konvex gewölbt. Die Hänge sind relativ steil und mittels Grassoden gegen Erosion geschützt. Es kommen jedoch auch viereckige, ovale und polygonale Hügelformen vor.
Das auf dem Erdhügel angelegte Plateau war von einer Palisade umgeben, die – ausgestattet mit einem Wehrgang und hölzernen Zinnen – auch der aktiven Verteidigung dienen konnte. Bei kleineren Turmhügelburgen wird die Plattform oft auch nur von einem einfachen Weidenflechtzaun umgeben, der passiven Schutz vor Eindringlingen oder wilden Tieren bot. Die Palisaden oder Zäune wurden bei einigen Burgen in späteren Bauphasen durch steinerne Wehrmauern ersetzt. Auch am Fuß konnte die Motte von einer Palisade oder einer hölzernen Stützwand umgeben sein, die das Erdwerk gegen den Wassergraben abstützte.
Der Zugang zum Hügelplateau erfolgte häufig über eine hölzerne Brücke oder Rampe, die den Ringgraben überspannte und weiter hinauf bis zum Eingangstor (oder zum Torhaus) in der Palisade führte. Diese Konstruktionsweise ist auf dem Teppich von Bayeux mehrfach abgebildet. Statt einer Rampe konnte auch eine in den Hang gebaute Treppe zum Hügelplateau hinaufführen. Zugbrücken fanden erst im Spätmittelalter weitere Verbreitung.
Bei der Mehrzahl der mitteleuropäischen Motten sind nur noch die Turmhügel erhalten, sie wurden später teilweise für die Anlage von Kapellen oder Kalvarienbergen weitergenutzt.

#### Turm oder Haupthaus

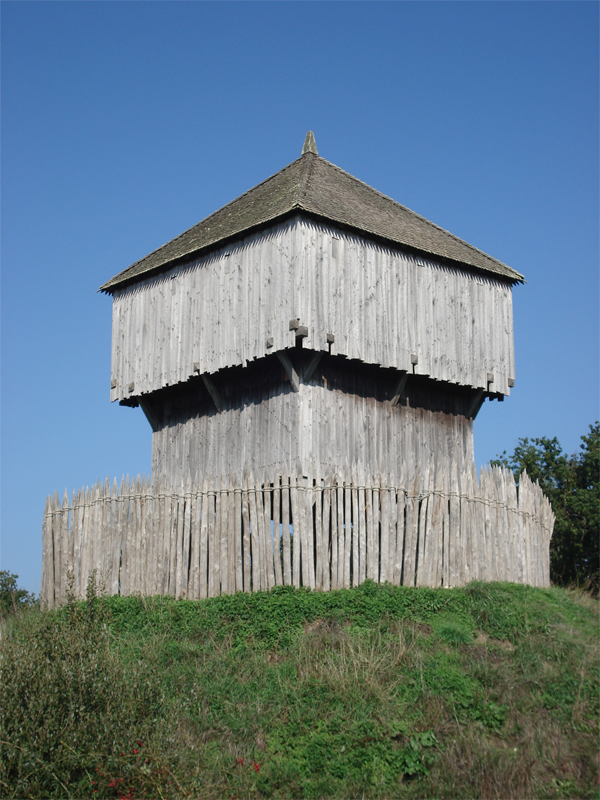
Rekonstruierter hölzerner Turm der Motte Saint Sylvain, Frankreich

Die Mitte der Hügelplattform wird von einem Hauptgebäude eingenommen, oft handelt es sich dabei um einen Turm. War er als Wohnturm eingerichtet, enthielt er die Wohnung des Burgherrn und konnte, je nach dessen Stellung, entsprechend aufwändig und repräsentativ ausgestaltet sein. Abgeschlossen wurde der Turm wohl meist von einer offenen oder überdachten Wehrplattform. In seiner Doppelfunktion als Wohn- und Wehrturm ist dieser Bau ein Vorläufer des Donjons oder Keeps. Es gab in manchen Fällen jedoch auch reine Wach- und Wehrtürme auf Motten, wenn das Wohngebäude des Burgherrn an anderer Stelle (z. B. in der Vorburg) errichtet war. Ein Beispiel ist die Burg Grimbosque im Département Calvados (Nordfrankreich). Hier kann die Funktion des Turmes der des mitteleuropäischen Bergfrieds entsprechen.
Bei den frühen Motten war der Turm, wie die übrigen Bauten dieser Burgform, meist vollständig aus Holz in Block- oder Ständerbauweise (Fachwerk) errichtet. Eine Rekonstruktion dieser frühen Bauform ist im Geschichtspark Bärnau-Tachov zu besichtigen. Im Spätmittelalter verbreitete sich dann die Rähmbauweise mit Lehmausfachung. Wegen des hohen Alters der Burganlagen haben die hölzernen Aufbauten die Zeiten nicht überdauert. In jüngster Zeit sind einige Rekonstruktionen entstanden (Kanzach, Lütjenburg, Ulster History Park u. a.).
Später bestand der Turm oft aus einem steinernen Turmschaft, der größere Höhe ermöglichte und besseren Schutz gegen Brandpfeile bot, wobei oft ein auskragendes Obergeschoss, oder mehrere, in Fachwerkbauweise aufsaßen. Nicht selten wurde zuerst der Turmbau errichtet und dann der Hügel angeschüttet, der Turm wurde also „eingemottet“. Die Untergeschosse steckten dann im Hügel und dienten als Kellerräume, so etwa bei der Burg Luttelnau. Dies geschah vor allem aus statischen Gründen, wegen der besseren Standfestigkeit, möglicherweise aber auch als zusätzliches Annäherungshindernis oder wegen des optischen Eindrucks höherer Wehrhaftigkeit.
Bei dem Bauwerk auf der Motte musste es sich nicht zwangsläufig um einen Turm handeln, der Platz konnte auch von einem Haus eingenommen werden (siehe auch: Festes Haus). Erhaltene längsrechteckige Grundrisse legen in einigen Fällen die Anlage eines Saalbaus nahe, in anderen Fällen spricht die geringe Stärke mancher Pfostenüberreste für ein höchstens zweigeschossiges Gebäude. Neben dem Turm oder Haupthaus fanden bei größeren Motten auch weitere Nebengebäude auf dem Hügelplateau Platz, freistehend oder an die umgebende Palisade oder Ringmauer angelehnt. Ein eigener Brunnen konnte die Kernburg mit Wasser versorgen.

### Vorburg

Vorburg (englisch: Bailey)

Die Vorburg oder Niederburg ist bei den meisten Motten ein wesentlicher Bestandteil der Gesamtanlage. In der englischsprachigen Forschung wird der Burgtyp deshalb auch zusammenfassend als motte and bailey bezeichnet, wobei bailey einen eingefriedeten Hof (in diesem Fall also das Areal der Vorburg) bezeichnet. Die Vorburg ist oft von einem eigenen Burggraben (zum Beispiel einem Sohl- oder Spitzgraben) umgeben, vom Turm selbst manchmal durch einen Halsgraben oder Abschnittsgraben getrennt, und war, wie der Turm selbst, meist durch eine Palisade (die auf einem Ringwall stehen kann), durch Ringmauern, Flechtwerkzäune, Wehranpflanzungen (Wallhecke, Gebück, Hag, Verhau), oder durch eine Kombination dieser Elemente eigenständig gesichert und sicherte damit zugleich das Vorfeld. Nach dem Prinzip der Abschnittsverteidigung konnten in die Vorburg eingedrungene Feinde dann von der auf dem Turmhügel gelegenen Befestigung aus bekämpft werden. Das Areal kann auch auf einer eigenen Erdaufschüttung (niedriger als der Turmhügel) angelegt sein. Die Umwallung der Vorburg entspricht in einigen Fällen dem Typus der Wallburgen.
Die Grundrissform der Vorburg wird durch ihr räumliches Verhältnis zum Turmhügel bestimmt. Einige Motten verfügten über mehrere, durch eigene Gräben und Wälle voneinander getrennte Vorburgen. Der in die Fläche der Vorburg einschneidende oder auf ihrem Wall aufsitzende Turmhügel führt häufig zu halbmond- bis zungenförmigen Grundrissen, aber auch runde, ovale, drei- oder rechteckige sowie polygonale Formen sind anzutreffen. In manchen Fällen trennt der Turmhügel die Vorburg in zwei Bereiche, beispielsweise bei der englischen Königsburg Windsor Castle.
Die Vorburg umfasst meist eine deutlich größere Fläche als die Hügelplattform der Kernburg. Sie bot Platz für Wirtschaftsgebäude, Gesindewohnungen, Scheunen, Vieh- und Pferdeställe, die fester Bestandteil des bäuerlichen Betriebs einer mittelalterlichen Burg waren. Doch auch das Wohngebäude des Burgherrn und seiner Familie konnte in der Vorburg untergebracht sein. Wenn auf dem Turmhügel nur ein Wehrturm stand, bildete die Vorburg somit das eigentliche Zentrum der Burganlage. In einigen Fällen ist der Bereich der Vorburg der ältere Teil der Burg. So wurde beim sogenannten Husterknupp bei Grevenbroich, der Burg der Herren von Hochstaden, eine Flachsiedlung Mitte des 10. Jahrhunderts durch einen Turmhügel erweitert, zu Beginn des 11. Jahrhunderts unter Einbezug der Vorburg eine Hochmotte errichtet und nach Zerstörung um 1250 eine steinerne Burg erbaut.

## Funktionen
Während in Frankreich und England auch Burgen im Besitz des Königs oder des Hochadels in der Bauform der Motte errichtet worden sind, handelte es sich bei den meisten Turmhügelburgen in Mitteleuropa um den ständigen Wohnsitz eines Angehörigen des niederen Adels und seiner Familie. Oft finden sich in unmittelbarer Nähe größerer Burganlagen mächtiger Feudalherren kleine Turmhügel als ehemalige Sitze des abhängigen Dienstadels. Diese Turmhügel gehen auf ältere Vorgängerburgen zurück oder wurden zum Schutz der Baustelle der neuen Burg angelegt. So liegt etwa 100 m neben der Stammburg der bayerischen Wittelsbacher bei Oberwittelsbach eine dieser Kleinburgen. Oft sind Motten entlang von Fernstraßen oder Flussläufen errichtet worden, doch war nicht jede solche Anlage mit dem Recht von Zoll und Geleit ausgestattet, welches als Lehen oder Pfand des Reiches oder eines Landesherrn von burgsässigen Grundherren ausgeübt wurde (siehe: Zollburg).

## Geschichte

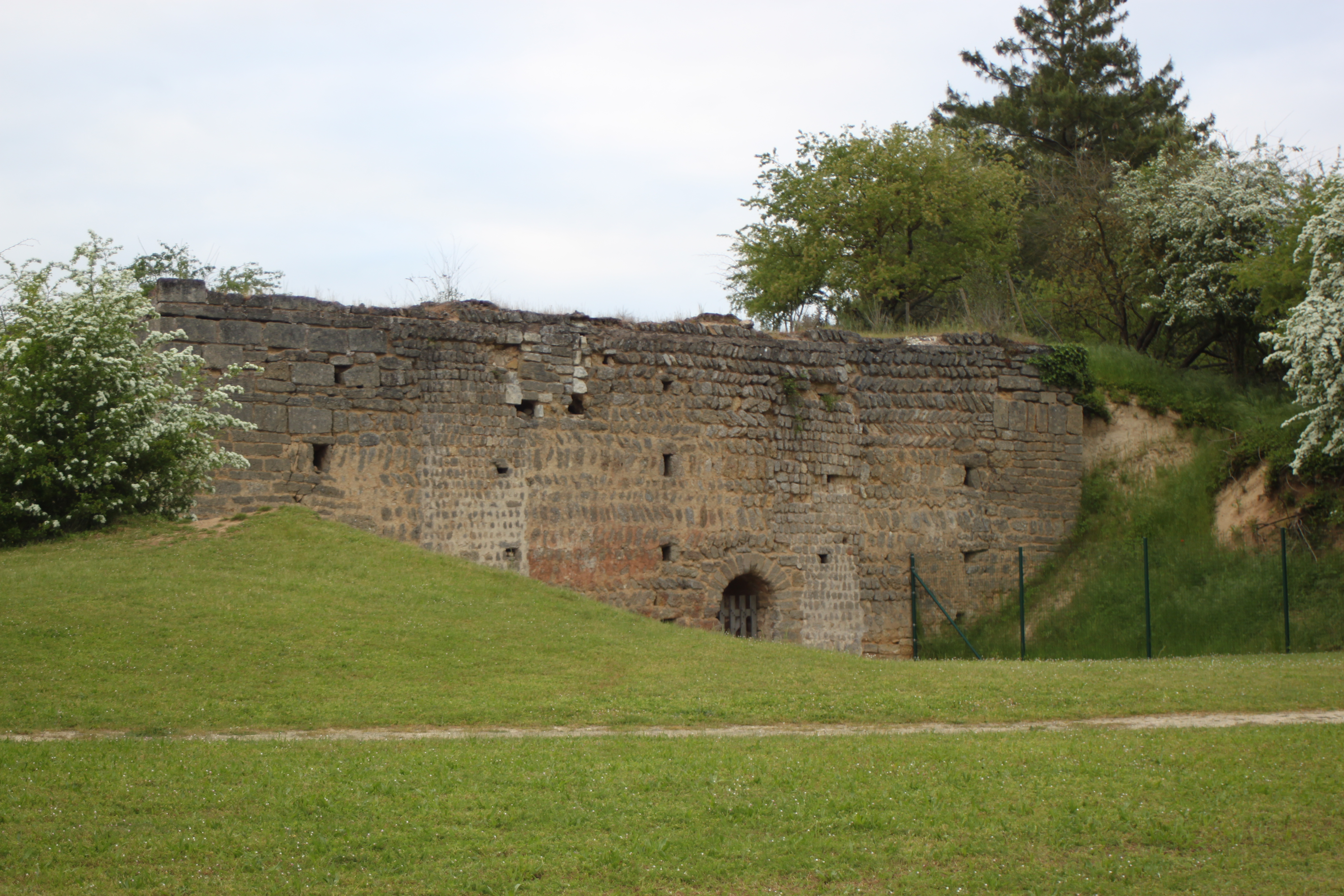
Eingemottetes Steinhaus bei Doué-la-Fontaine

Die Entwicklung der Motte wich von den großräumigen germanischen Verteidigungsanlagen in Form einer Wallburg mit mauer- oder holzgestützten Wällen und Palisaden ab und unterscheidet sich auch von den römischen Wachtürmen. Die ersten Motten entstanden zwischen 900 und 1000 n. Chr. Vereinzelt wurden auch ältere Steinbauten „eingemottet“, d. h. mit einem nachträglich angeschütteten Erdhügel umgeben, so etwa ein in karolingischer Zeit um 900 errichtetes steinernes Festes Haus in Doué-la-Fontaine (Département Maine-et-Loire, Frankreich), das nach einem Brand um 940 mindestens zweigeschossig aufgestockt wurde und dann um 1000 zusätzlich noch im bisherigen Erdgeschossbereich von einem angeschütteten Erdwall umgeben (und verdeckt) wurde; dies ist heute deutlich zu erkennen, da der Hügel im ursprünglichen Eingangsbereich inzwischen wieder abgetragen ist, wobei ein älteres Tor zum Vorschein kam.
Die meisten Motten wurden im 11. bis 13. Jahrhundert neu angelegt, nicht selten allerdings im Bereich älterer Fronhöfe, die zuvor kaum befestigt gewesen waren. Die Ursprünge des Bautyps liegen vermutlich im normannischen Seinegebiet Westfrankreichs; Motten sind von Irland bis nach Ostpolen anzutreffen. In einigen Teilen Europas sind Motten bis ins frühe 15. Jahrhundert errichtet worden. Die meisten Motten in Mitteleuropa waren ein Machtsymbol des neu entstandenen niederen Dienstadels der Ministerialen. Viele Niederungsburgen vom Motten-Typ wurden seit dem 13. Jahrhundert aufgegeben oder durch besser befestigte steinerne Bauformen ersetzt. Nach Einführung des Backsteins im 13. Jahrhundert wurden auch in natursteinarmen Niederungsgebieten anstelle der hölzernen Motten zunehmend Wohntürme oder Wasserburgen aus Mauerwerk errichtet. Sofern die Grundherrschaft mit den abgabe- und frondienstpflichtigen Hintersassen fortbestand, blieben die Wirtschaftshöfe in aller Regel erhalten und es entstanden neuere Herrenhäuser; infolge von Zerstörung oder von Umstrukturierung bzw. Verlagerung der Herrschaft wurden Anlagen aber oft auch komplett aufgegeben und verlassen.

### Historische Beschreibung

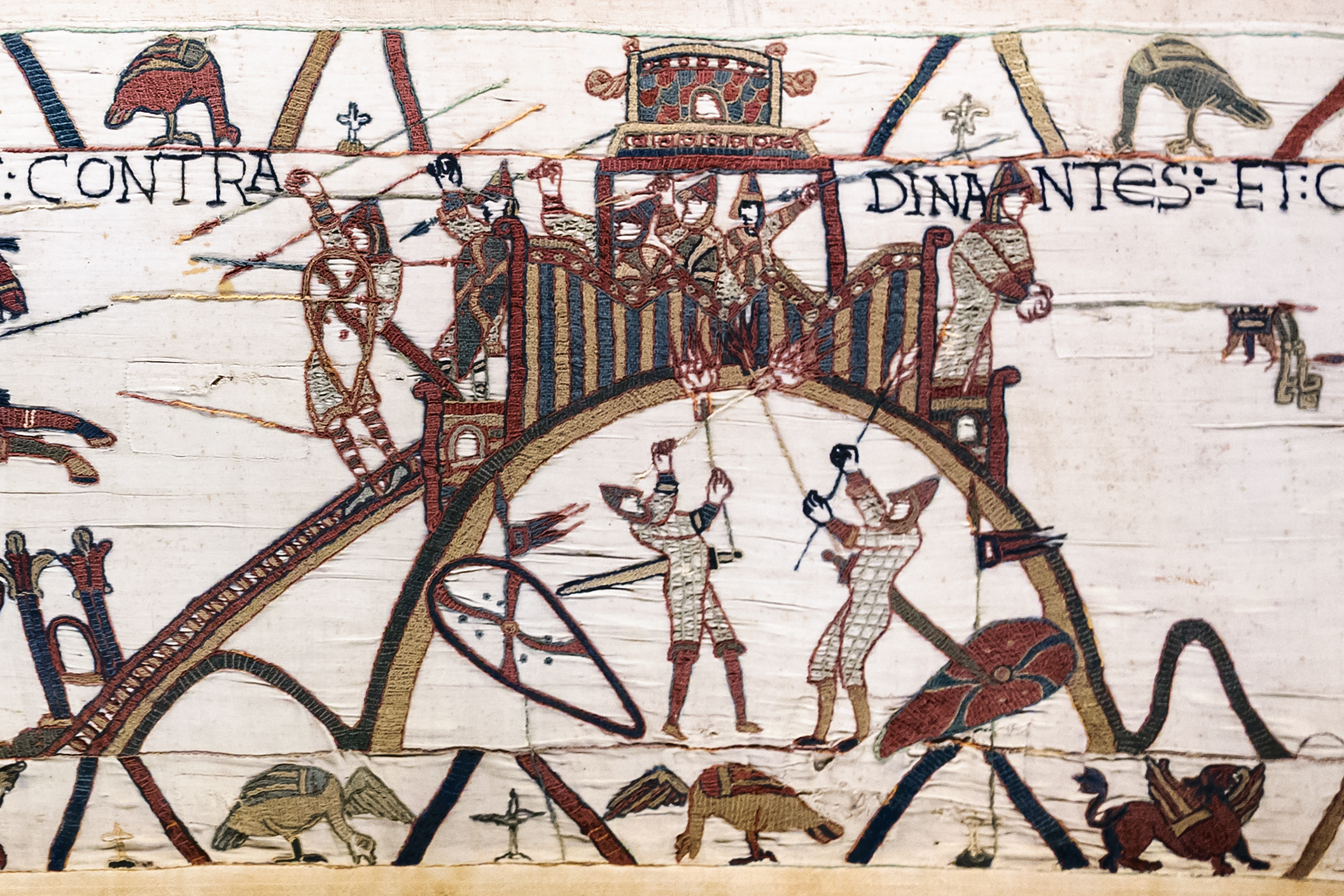
Motte auf dem Teppich von Bayeux (Burg Dinan)

Die wichtigste bildliche Überlieferung zur hochmittelalterlichen Motte stellt der Teppich von Bayeux dar, der die normannische Eroberung Englands im Jahre 1066 zeigt. Hier sind mehrere Turmhügelburgen abgebildet und teilweise namentlich gekennzeichnet. Da die Darstellung nur bedingt realistisch ist und einen Hang zum Ornamentalen hat, ist die Interpretation einzelner Details nicht sicher, aber es lassen sich einige gemeinsame Merkmale erkennen. Die dargestellten Turmhügel haben eine kuppelförmige Gestalt und sind an ihrem Fuß von einem kleineren Wall oder einer Mauer umgeben. Die Holzbauten auf den Hügelplateaus sind unterschiedlich gestaltet, gemeinsam ist ihnen die Aufgliederung in eine umgebende, mit Wehrgängen ausgestattete Palisade (die teilweise durch angegliederte Bauten erweitert ist) und einen turmartigen Bau im Zentrum. Deutlich zu erkennen ist auch die lange Rampe oder Treppe, die vom Fuß des Hügels zum Wehrbau hinaufführt. Abgebildet ist unter anderem der Bau der Burg von Hastings durch die Normannen, hier ist zu sehen, wie Männer mit Schaufeln den Erdhügel aufschütten. Besonders detailliert ist auch die Motte von Dinan in der Bretagne dargestellt, die von den Kriegern Wilhelm des Eroberers angegriffen wird, welche unter anderem dabei sind, die Holzbauten in Brand zu setzen.
Eine schriftliche Überlieferung dieses Burgentypus liefert die Beschreibung der Burg Merchem zwischen Diksmuide und Ypern in folgender Weise:

„Es ist Brauch der Reichen und der Edelleute, … einen möglichst hohen Erdhügel aufzuwerfen, ihn an seinem Fuße mit einem breiten und tiefen Graben zu umziehen und an seinem inneren Rande eine mauerartige starke Palisadenwand zu errichten und zwar womöglich mit Türmen. In der Mitte … oben auf dem Hügel, erbauen sie dann ein Haus oder einen Turm, zu dessen Pforte man nicht anders als auf einer Brücke gelangen kann, die am äußeren Grabenrande beginnend, den Graben überschreitet.“

### Deutschland

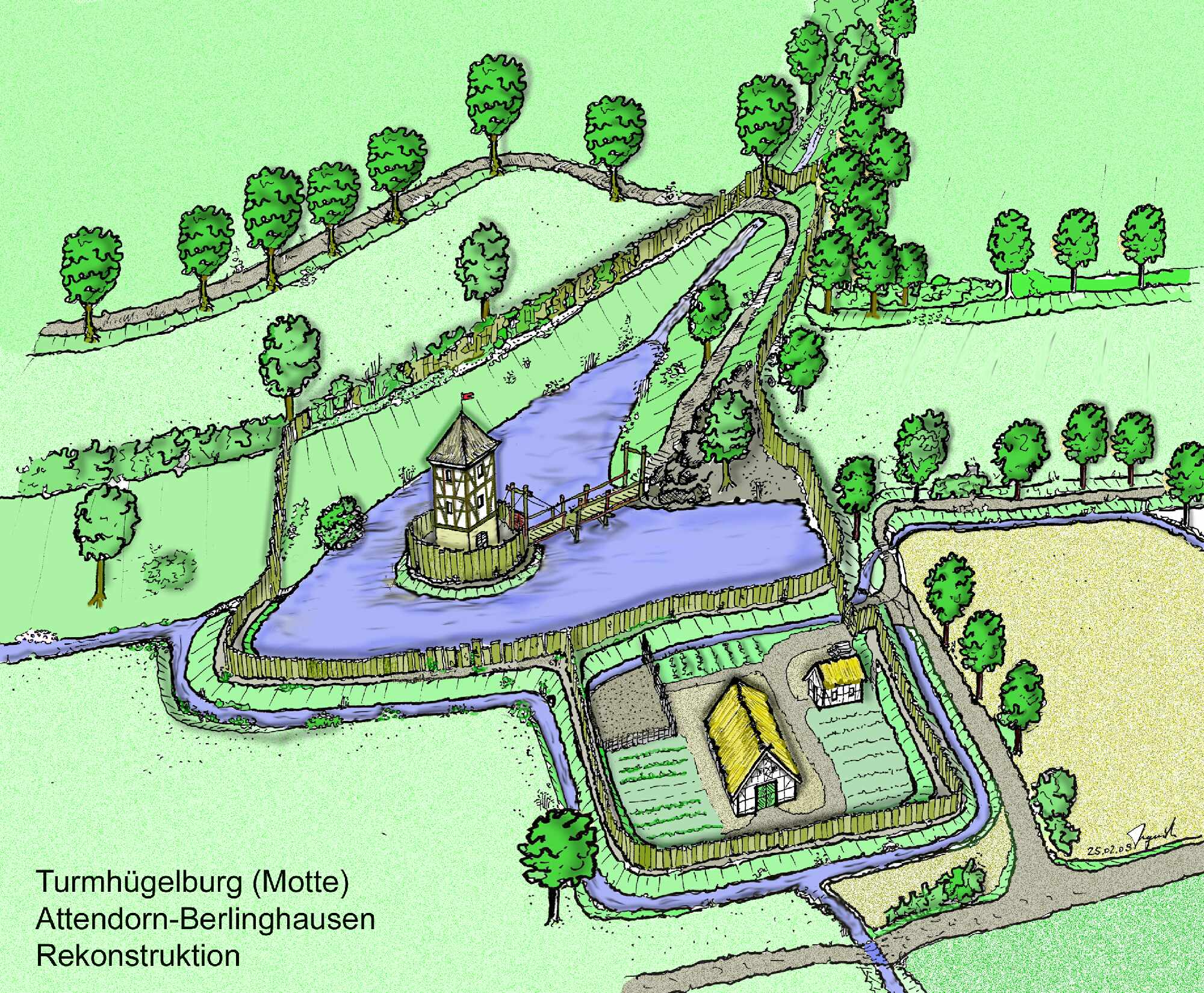
Turmhügelburg Attendorn, Wohnturm mit angegliedertem Wirtschaftshof

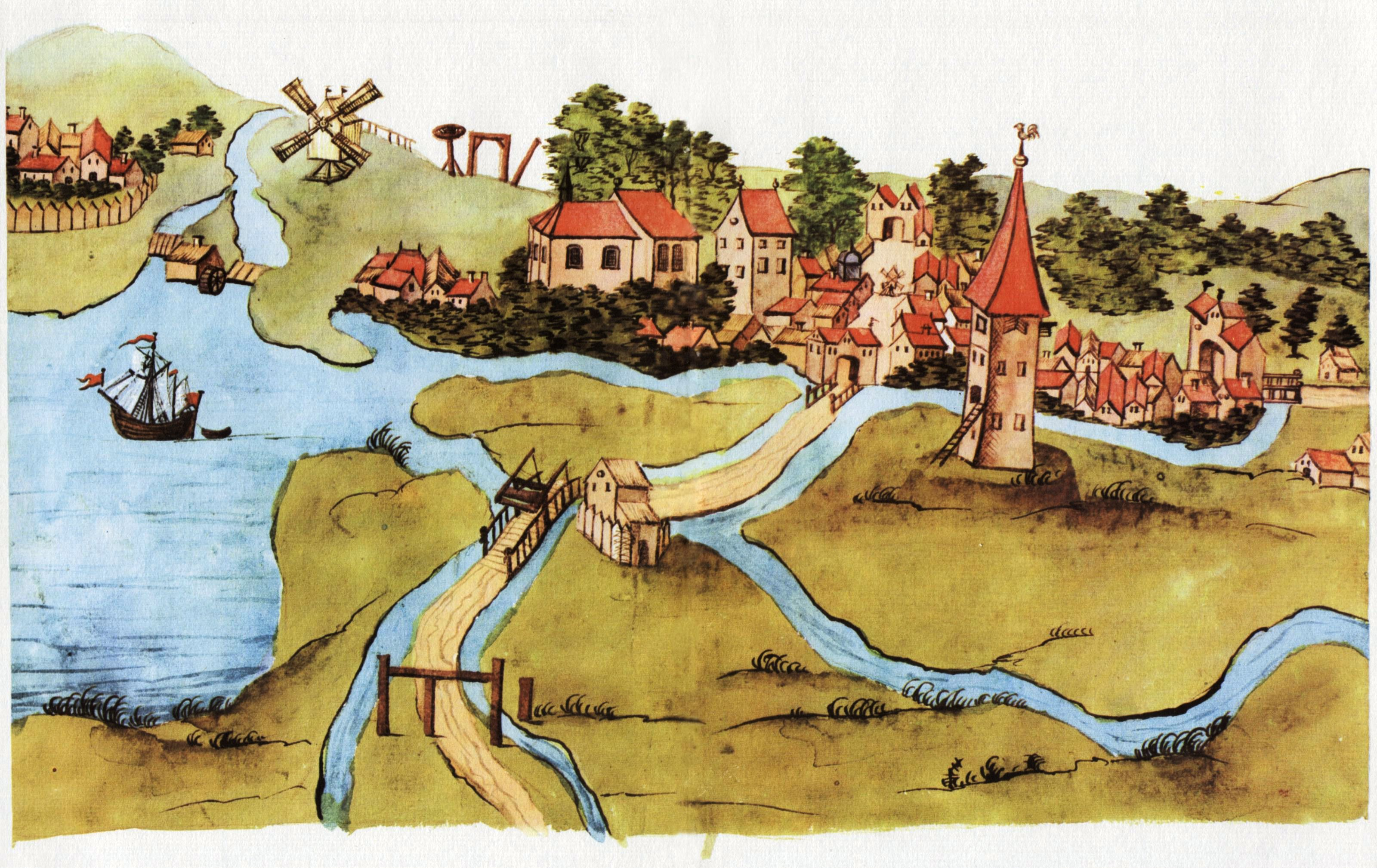
Stadt Damgarten mit der Motte „Jaromarsturm“ im Jahre 1615

Im Gebiet des heutigen Deutschlands wurden die meisten Motten als Sitze des niederen Adels zugunsten von größeren und massiveren Burganlagen rasch wieder aufgegeben. Daher sind noch viele Erdwerke dieser frühen, kleinräumigen Befestigungsanlagen gut erhalten. Den Motten ähnelnde, jedoch als Pfahlbauten in Gewässern errichtete Verteidigungsbauten waren die Kemladen im Ostseeraum.

#### Verbreitung
In manchen Landstrichen kommen diese Zeugnisse früher Ritterkultur in einer hohen Flächendichte vor. So finden sich im Grenzgebiet zwischen Oberbayern und Bayerisch-Schwaben zahlreiche Beispiele kleinerer und größerer Motten. Eine dieser Anlagen ist mitsamt der Vorburg in Kissing bei Augsburg zu besichtigen (Burgstall Kissing). An Stelle des Turmes erhebt sich heute eine Wallfahrtskapelle.
Im steinarmen Schleswig-Holstein waren Motten bis ins 15. Jahrhundert weit verbreitet, so auch an der Stülper Huk. Allein im Kreis Plön, im Grenzgebiet zwischen den Wagriern und der Grafschaft Holstein, wurden 45 Turmhügel unter Denkmalschutz gestellt.
In Mecklenburg-Vorpommern stammen die Turmhügel überwiegend aus der Zeit der deutschen Ostexpansion in die ehemals slawischen Gebiete. Zwischen 1200 und 1300 ist die Hauptbestandszeit der Turmhügelburgen. Bislang sind 463 offiziell registriert (Stand ca. 2003). Man findet diese Turmhügel meistens gut erhalten in der unmittelbaren Nähe der späteren Gutsanlagen (Herrenhäuser). Sie wurden später in die Anlage der Gutsparks als Gestaltungselemente übernommen. Sie haben in der Regel einen kleinen Durchmesser und eine Höhe von fünf bis zehn Meter, sind mit einem Außengraben, einem Vorwall, einem Hauptgraben (meistens mit Wasser gefüllt) und dem Kernhügel versehen. Palisaden auf dem Außenwall sind anzunehmen, aber meistens nicht mehr nachweisbar. Der Burg-, Wohn- und Wehrturm wurde in der Regel aus Holz auf einem Feldsteinfundament errichtet. Außer den Feldsteinfundamenten lässt sich heute der Bau kaum noch nachweisen.
In Deutschland ist die Erforschung dieser Frühform der Adelsburg zumindest im Bereich Ostdeutschlands relativ abgeschlossen, weil sie kleinförmig, im Erdbau gut erhalten sind und nur als kurzzeitige Übergangsform zu werten sind. Archäologische Grabungen bringen in der Regel kaum noch verwertbare Ergebnisse.

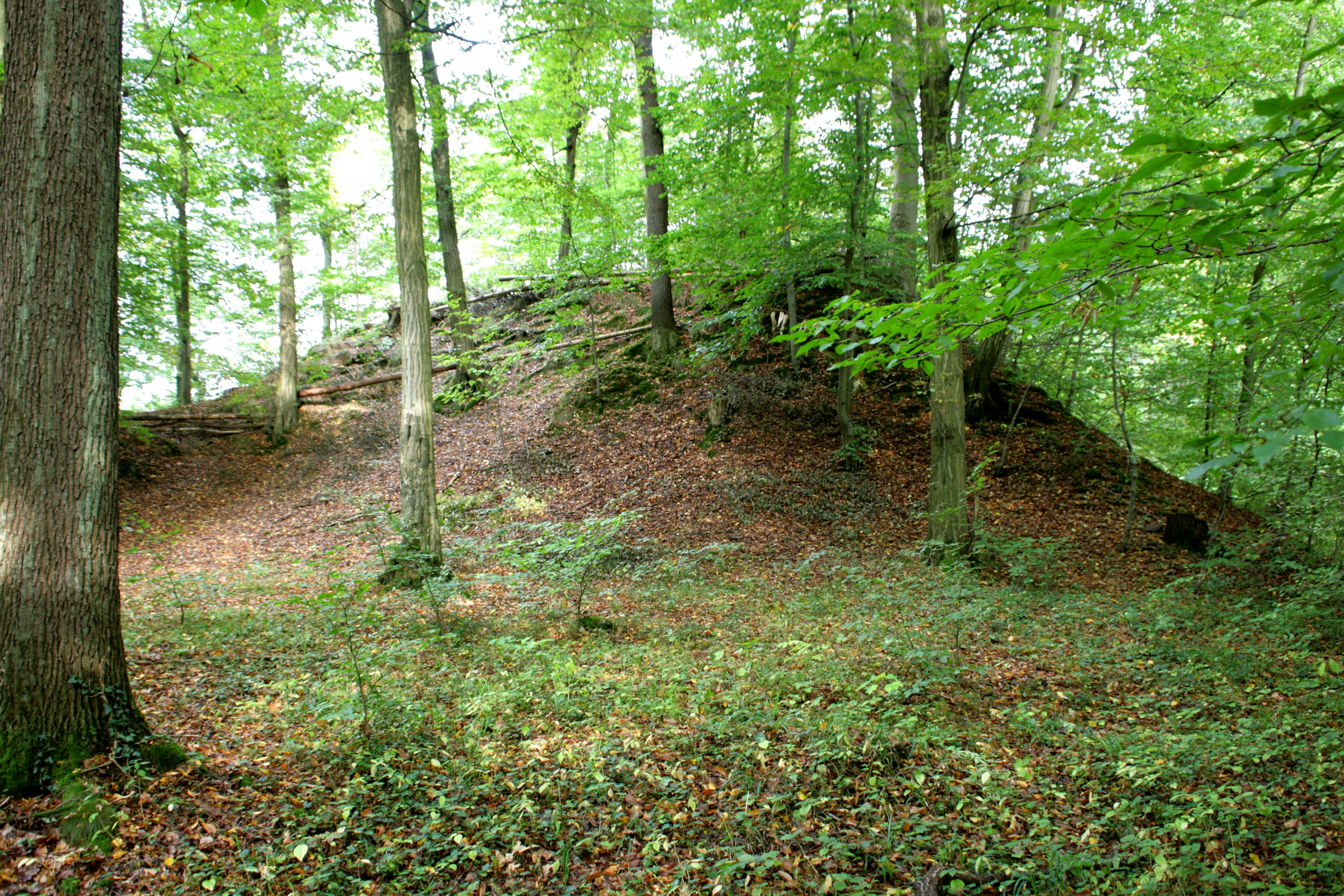
Vom Mottenhügel der Burg Berge leitet sich ein Landesname ab: Das Herzogtum Berg und sein Bergisches Land
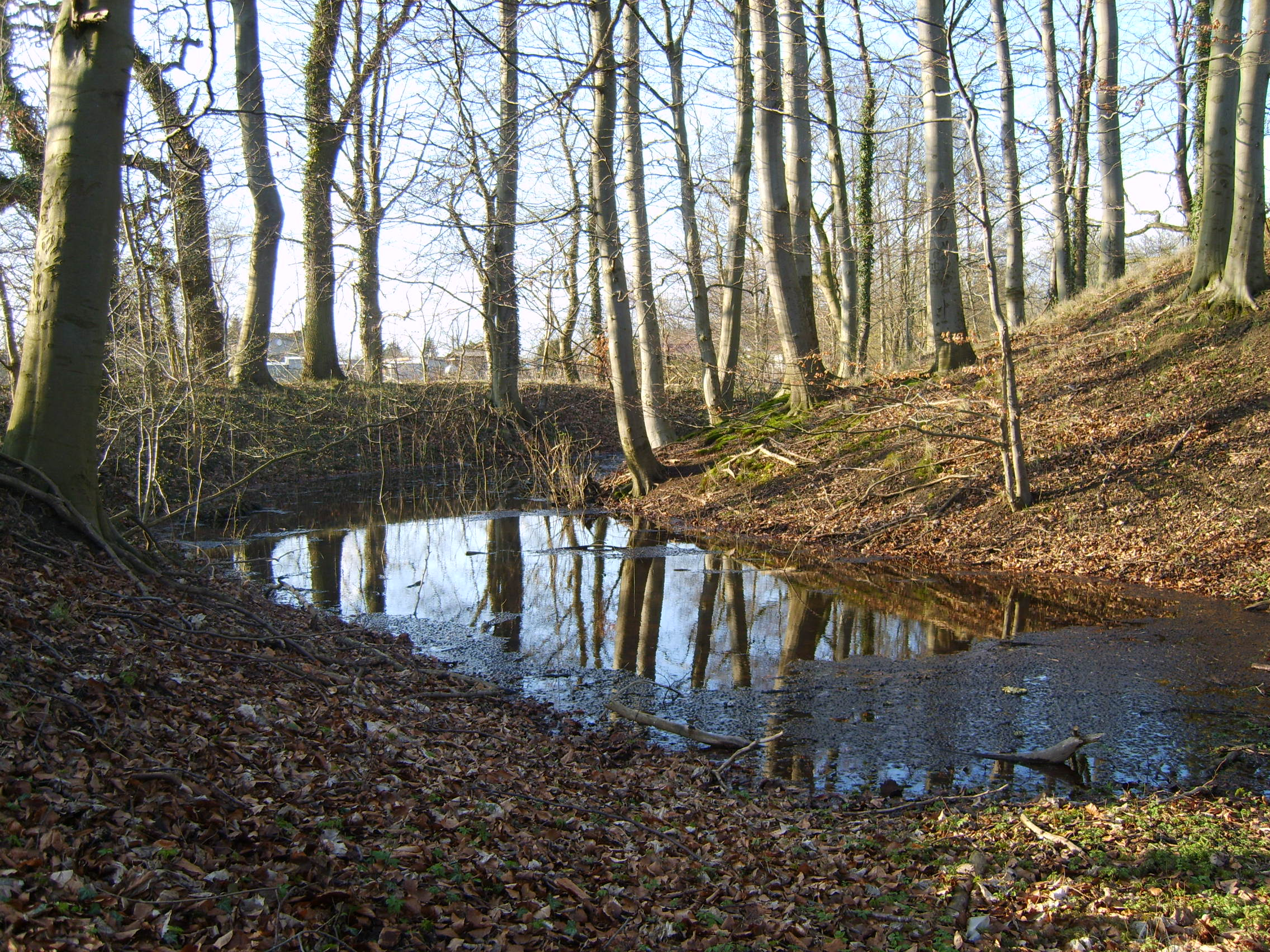
Typischer Turmhügel in Schmoldow in Vorpommern – Wall, Graben mit Wasser, Turmhügel
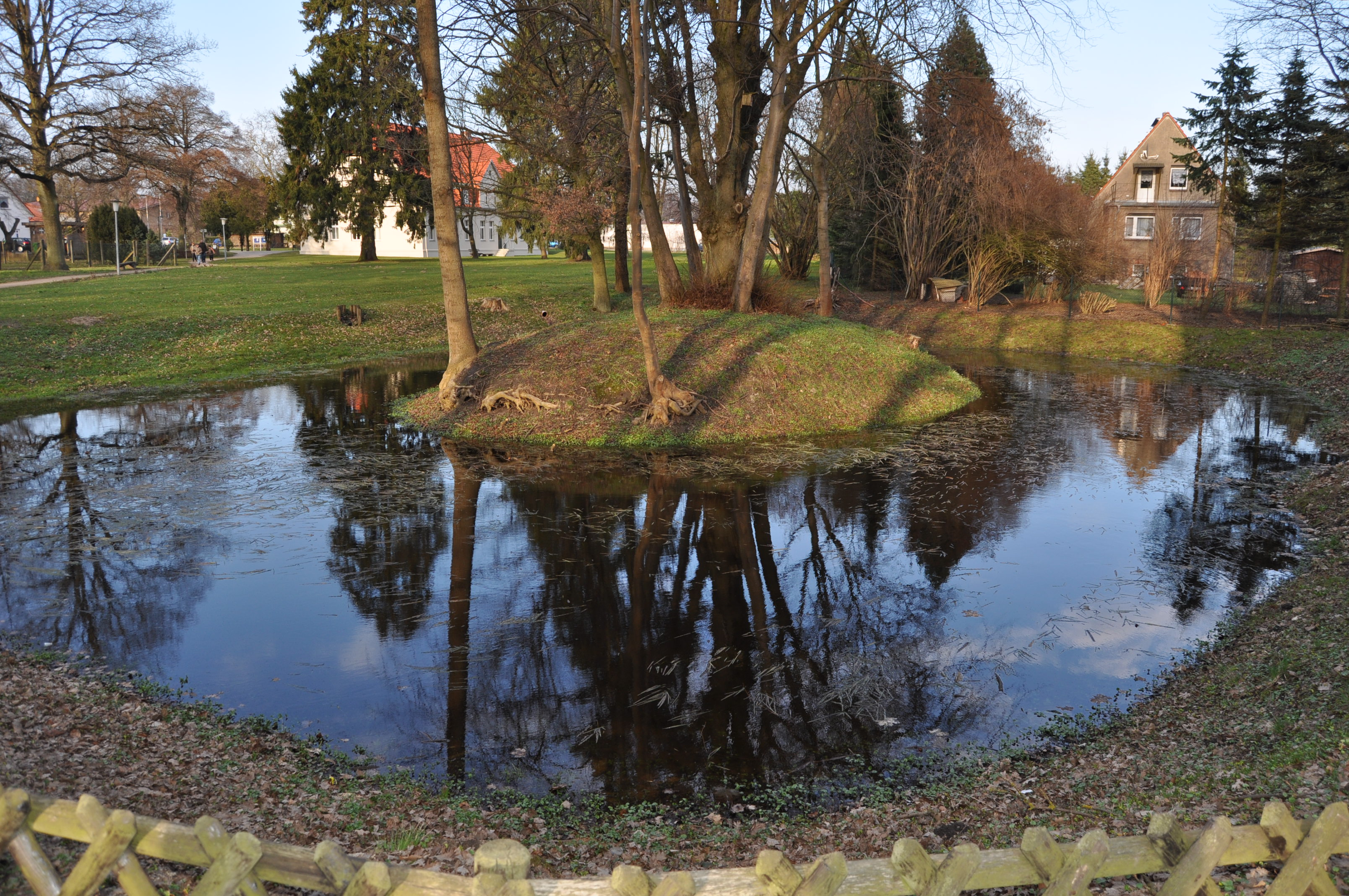
Kleiner Turmhügel im Wassergraben ohne Wall – Züssow in Vorpommern
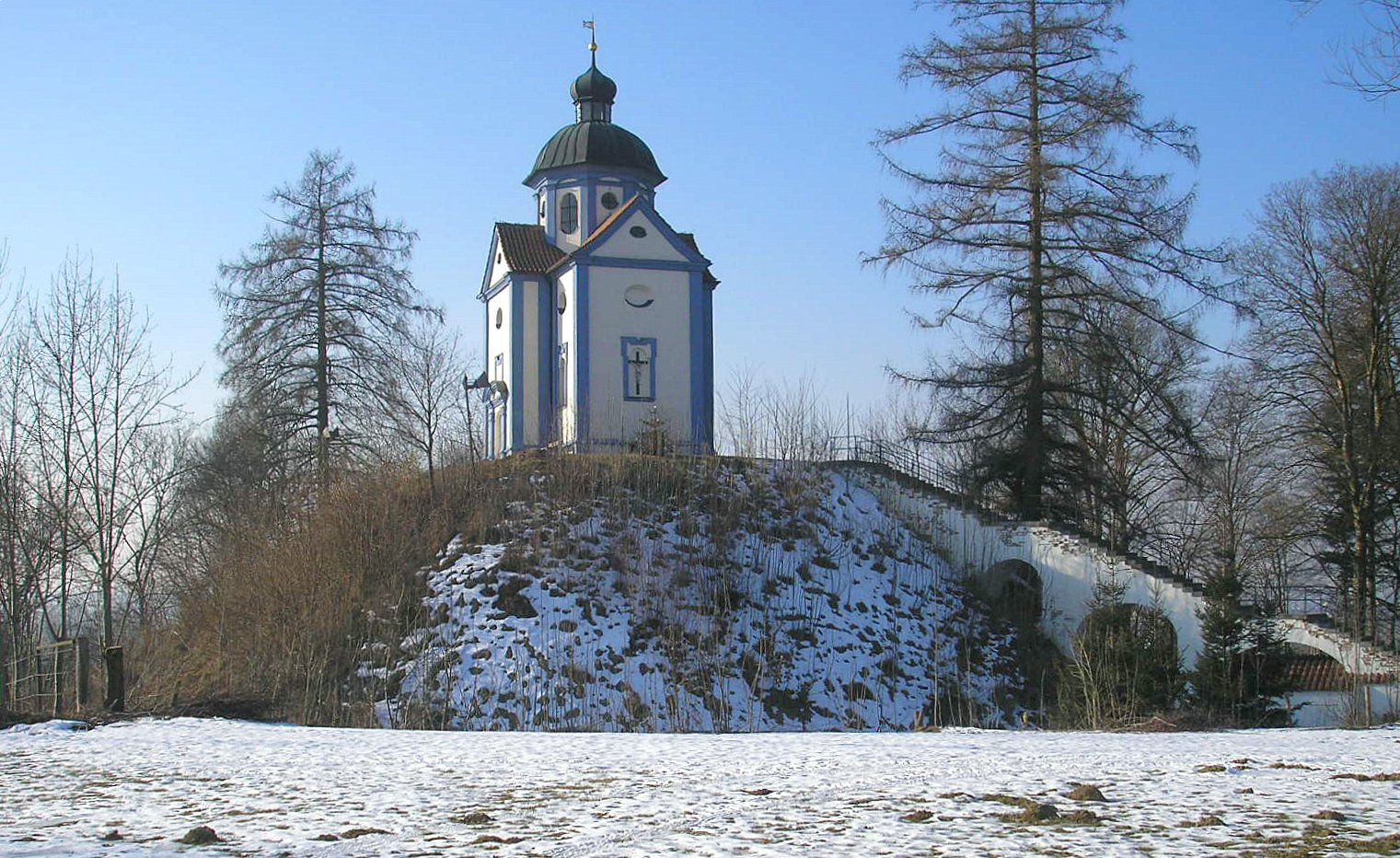
Burgstall Kissing: Der Turmhügel mit der Kapelle aus dem 17. Jahrhundert

#### Rekonstruktionen
Es gibt etliche Projekte, bei denen Burganlagen für Besucher entweder wiederhergestellt oder an beliebigem Ort völlig neu gestaltet werden, etwa der freie Nachbau einer Turmhügelburg samt Vorburg im ostholsteinischen Lütjenburg oder das Castrum Vechtense in Vechta. Die Bachritterburg Kanzach ist der Nachbau eines Adelssitzes in Baden-Württemberg. Im Geschichtspark Bärnau-Tachov ist die erste Rekonstruktion in einer sehr frühen Zeitstellung um das Jahr 1000 zu sehen. Die Rekonstruktion einer mittelalterlichen Motte ist Anfang 2013 aus dem LWL-Museum für Archäologie in Herne ins westfälische Neuenrade umgesetzt worden. Auch in Saint-Sylvain-d’Anjou (im Département Maine-et-Loire, Frankreich) und in Oostkapelle (Niederlande) sind Rekonstruktionen zu sehen.
Freie „Nachempfindungen“ sind von einer objektgebundenen Rekonstruktion zu unterscheiden. Letztere beruht auf einem teilweise erhaltenen (meist nur ergrabenen) Objekt, ergänzt durch Vergleichsobjekte und Quellenmaterial. Die freie „Rekonstruktion“ hingegen basiert ausschließlich auf Analogien zu verschiedenen Vorbildern sowie auf Quellenkenntnis. „Sie fußt damit nicht auf einem ursprünglich real existierenden Sachzusammenhang nur eines Objektes in seinem gestalterischen, räumlichen, sozialen oder zeitlichen Kontext.“ Die „freie Rekonstruktion“ stößt, trotz touristischer Erfolge sowie politischer und medialer Unterstützung, teilweise auch auf Kritik („Staffagebauten“ für „Living-History-Demonstrationen“), insbesondere vor dem Hintergrund oft mangelnder finanzieller Ressourcen für die Sicherung, Erhaltung oder Erforschung authentischer Bauten. Die Befürworter berufen sich – neben touristischer Standortwerbung – auf die Vermittlung der „Alltagsgeschichte“ des Mittelalters für ein breites Publikum.

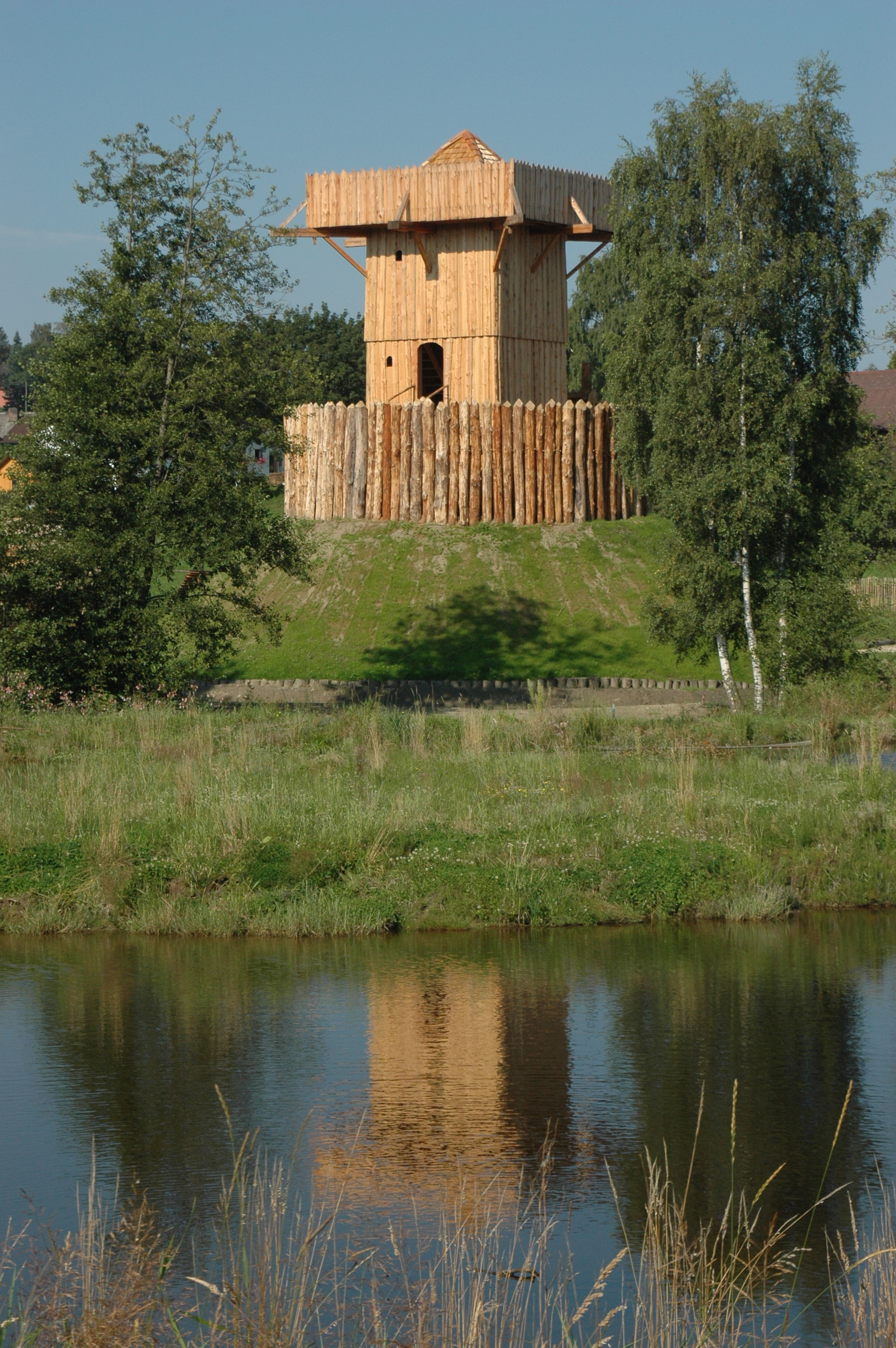
Nachbau einer Motte um das Jahr 1000 im Geschichtspark Bärnau-Tachov
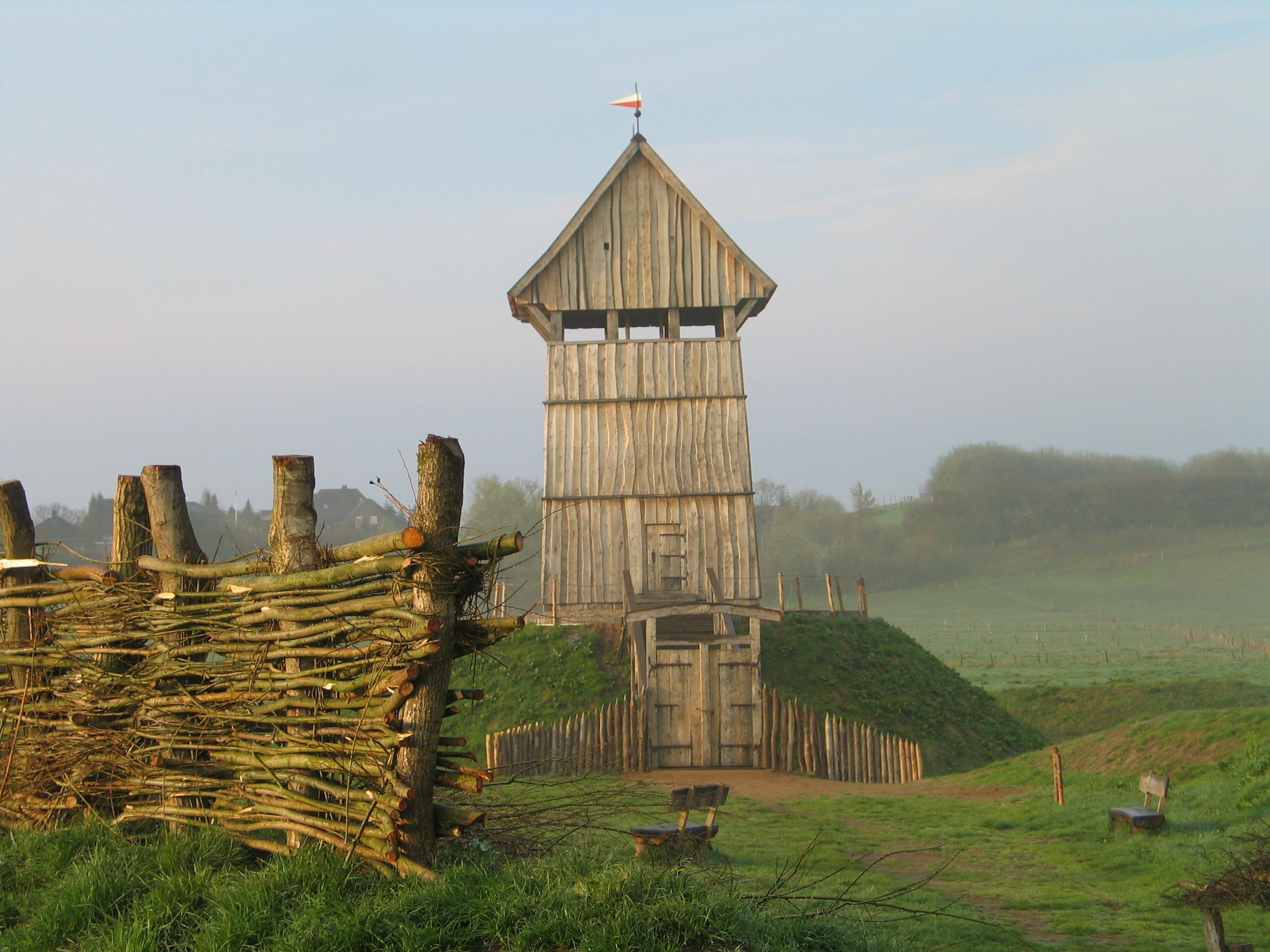
Wehrturm in Lütjenburg, nach dem Vorbild des Glockenstapel von Norderbrarup
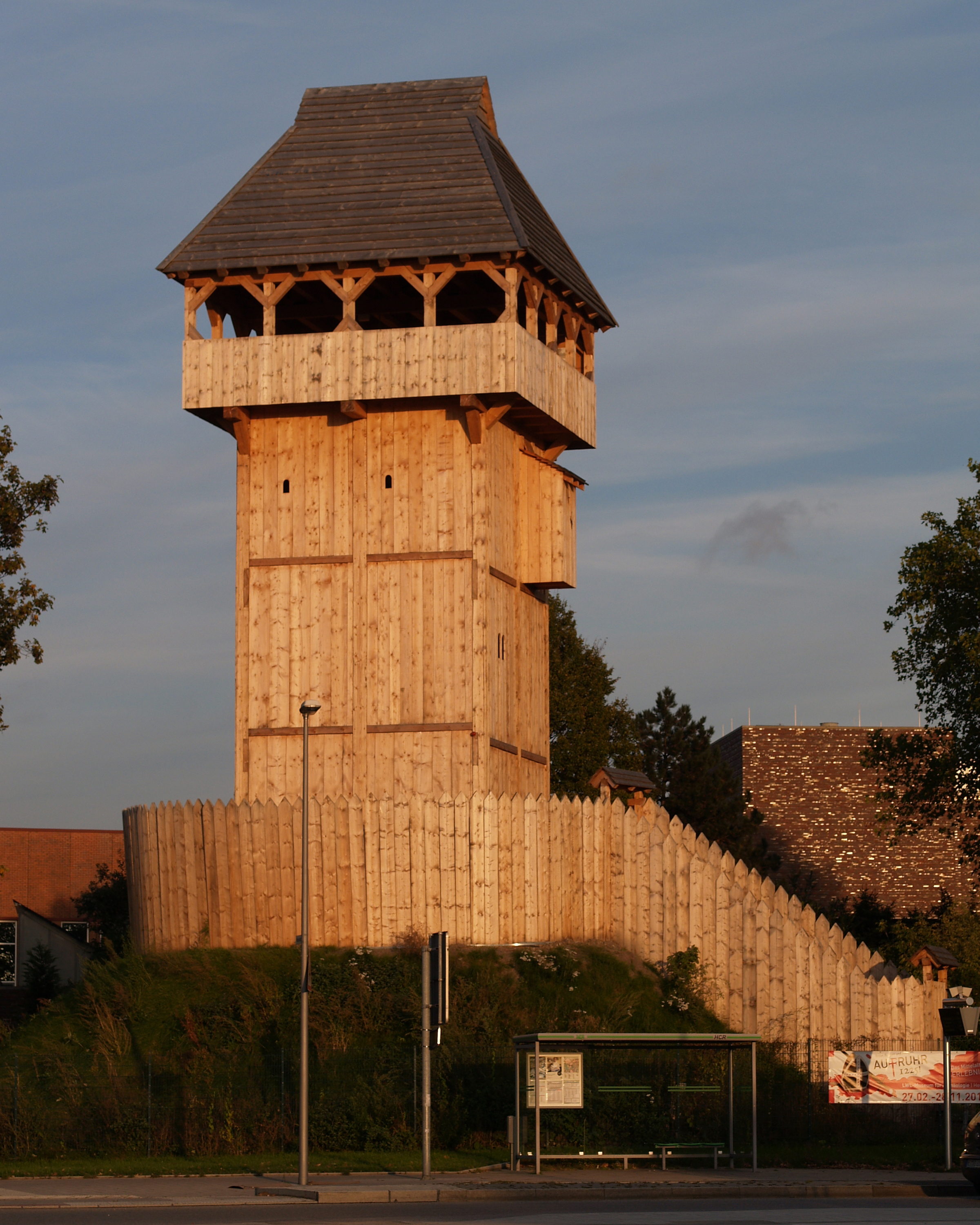
Rekonstruktion einer Motte im LWL-Museum für Archäologie
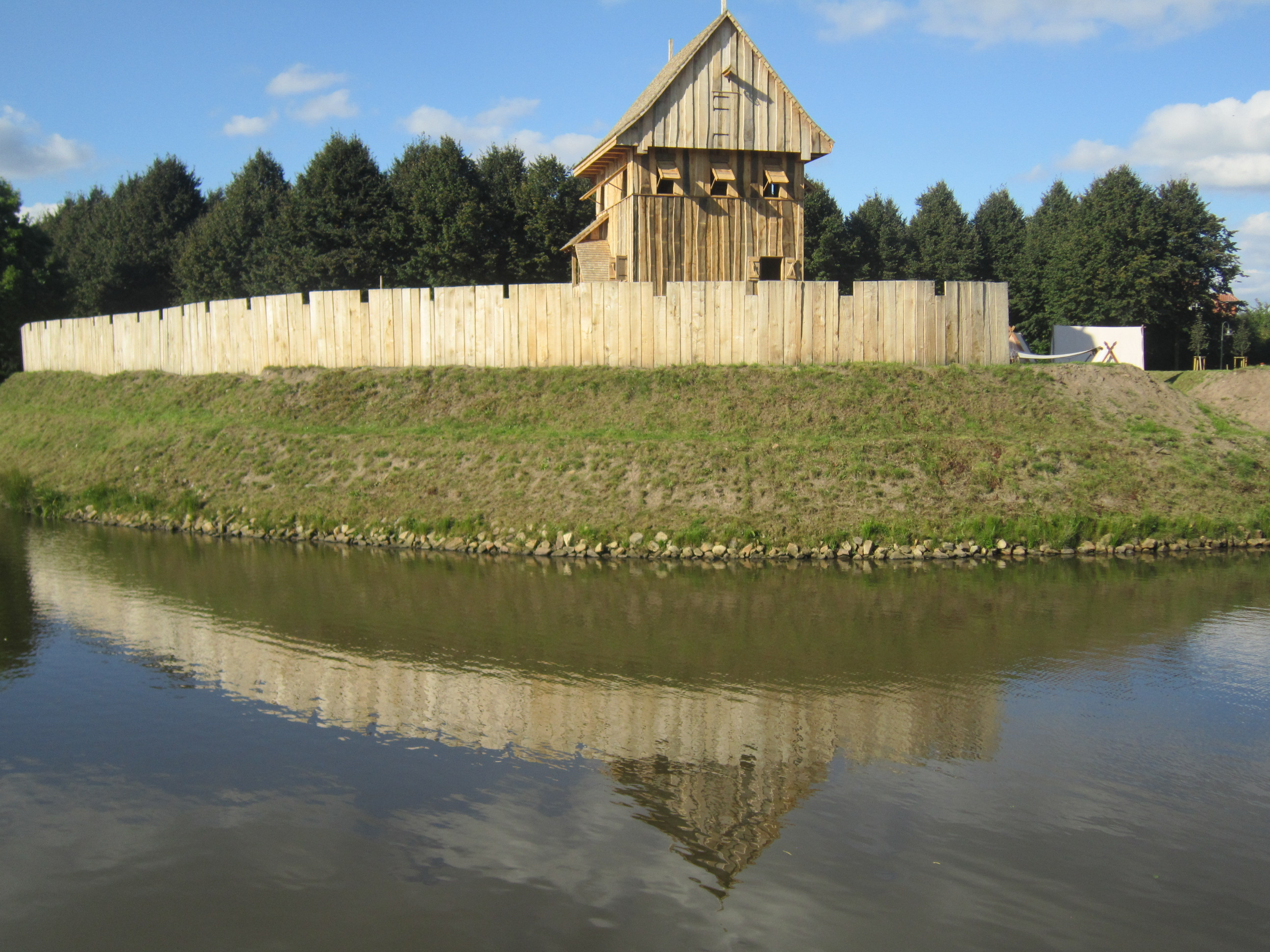
Castrum Vechtense in Vechta

### Österreich

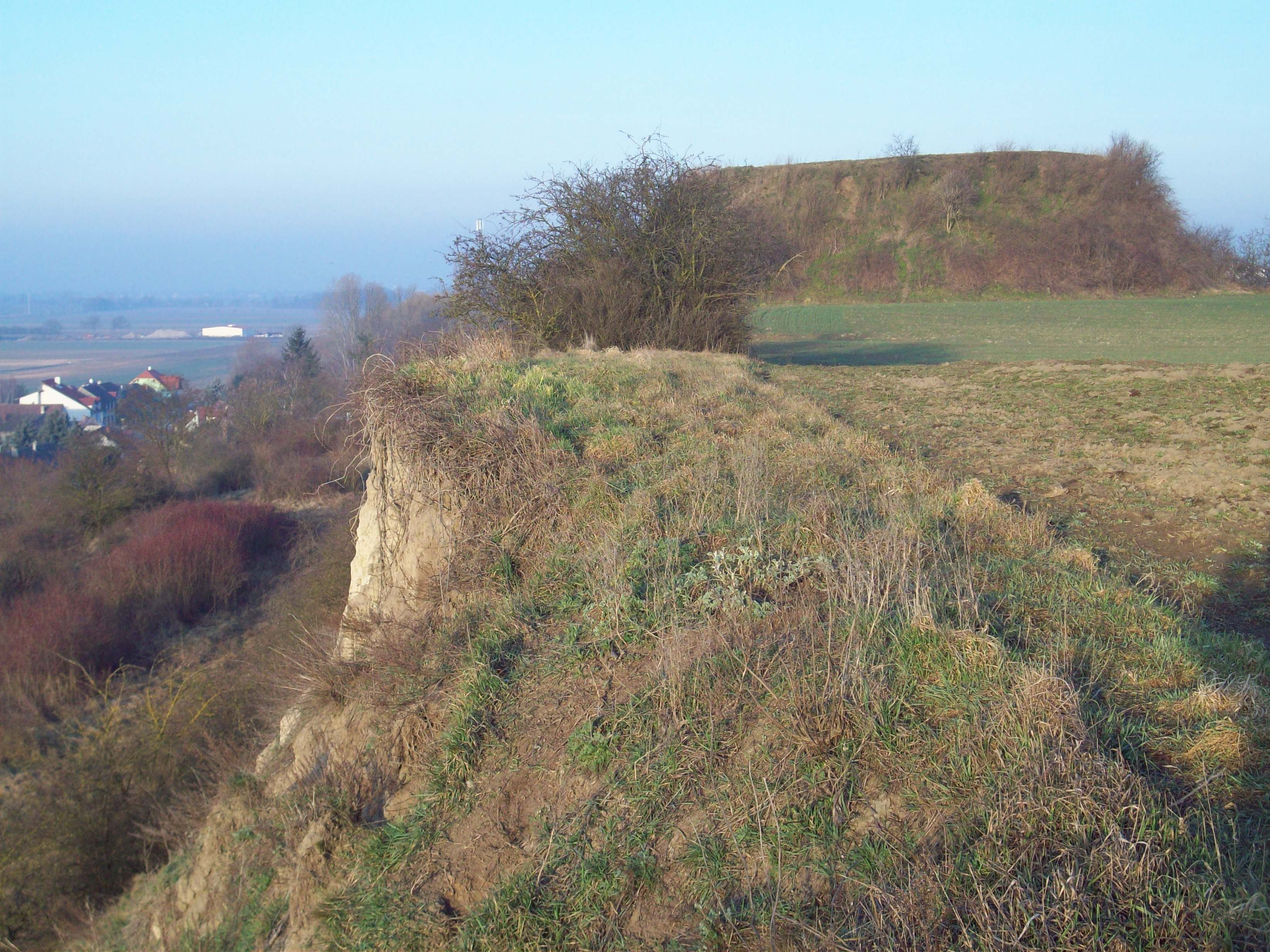
Leeberg in Pettendorf (Gemeinde Hausleiten): Hügelgrab am Wagram aus der Hallstattzeit. Im Mittelalter Hausberg mit Wehranlage

In Österreich hat die „Hausbergforschung“ schon eine jahrzehntelange Tradition. Niederösterreich ist zweifellos das Bundesland mit den meisten Hausbergen in Österreich; eine höhere Präsenz zeigen derartige Anlagen im mittleren Weinviertel, während sie im Waldviertel, im Mostviertel und im südlichen Niederösterreich deutlich zurücktreten.
Die Bezeichnung „Hausberg“ stammt aus der Burgenforschung; Burgen wurden bis zum 13. Jahrhundert überwiegend als hûs bezeichnet. Unter dem Begriff Hausberg wird eine sehr heterogene Gruppe von Befestigungsanlagen zusammengefasst. „Hausberge“ sind Burganlagen, die den Motten insofern ähneln, als sie in vielen Fällen ein aufgeschüttetes Kernwerk und auch eine symmetrische Gestaltung zeigen. Der Begriff „Hausberg“ wurde so formuliert: „Die Urform dieser Erdwerke bildet ein von Wall und Graben umgebener, künstlich aufgeworfener oder aus dem Boden geschnittener Hügel, der die Gestalt eines Kegel- oder Pyramidenstumpfes hat und das feste Haus trägt.“ In der Regel liegen hier künstliche Überhöhungen von natürlichen Hügelspornen in eher flacher Umgebung vor. Daneben gibt es für einige Anlagen noch den Ausdruck Wasen – was etymologisch mit „Rasen“ zusammenhängt und solcherart vielleicht der Ursprungsbedeutung des Wortes Motte verwandt ist.
Das Burgenformat „Hausberg“ geht in Niederösterreich forschungsgeschichtlich über das hinaus, was als „Motte“ definiert wird. Das hängt vor allem damit zusammen, dass die „reine“ Motte in Landschaften existiert, die wenig bis gar keine Erhebungen aufweisen. Die Hausberge vor allem im Weinviertel nützen meist vorhandene Höhen bzw. Spornlagen und bauen diese mit Hilfe von Erdbewegungen (Wall-Graben-Systemen) aus. Durch die Anpassung ans natürliche Gelände kann die Symmetrie, vor allem die für Motten typische kreisrunde Anlage, verloren gehen. Die Steinarmut im Weinviertel hat dazu beigetragen, dass ehemalige Steinaufbauten – deren Steine später von der örtlichen Bevölkerung als Baumaterial verwendet wurden – gänzlich verschwunden sind, so dass man früher dachte, es habe ausschließlich Holzburgen gegeben. Weiteste Verbreitung erfuhr der Typus im 12. Jahrhundert, wobei einige Anlagen bis in die zweite Hälfte des 11. Jahrhunderts reichen könnten.
In Oberösterreich erhielt sich erstaunlich gut die Hügelburg Wasenberg in der Gemeinde Mitterkirchen im Machland.

### Niederlande
Wie die norddeutsche Tiefebene sind auch die flachen Niederlande mit zahlreichen Mottenhügeln durchsetzt.

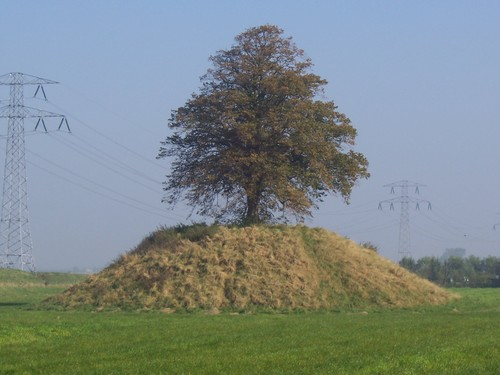
„Vliedberg“ bei ’s-Gravenpolder
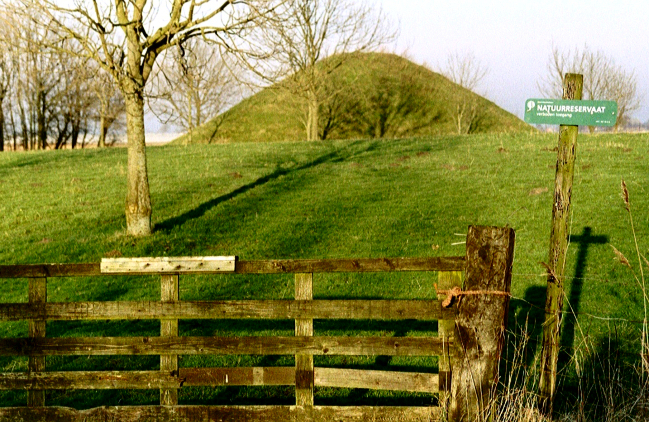
Mottenhügel bei Menaldum, Friesland
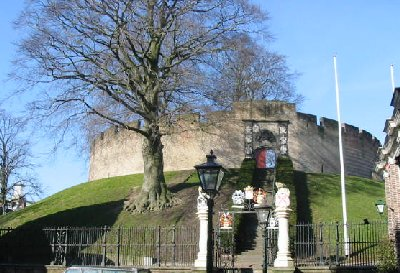
Burg in Leiden
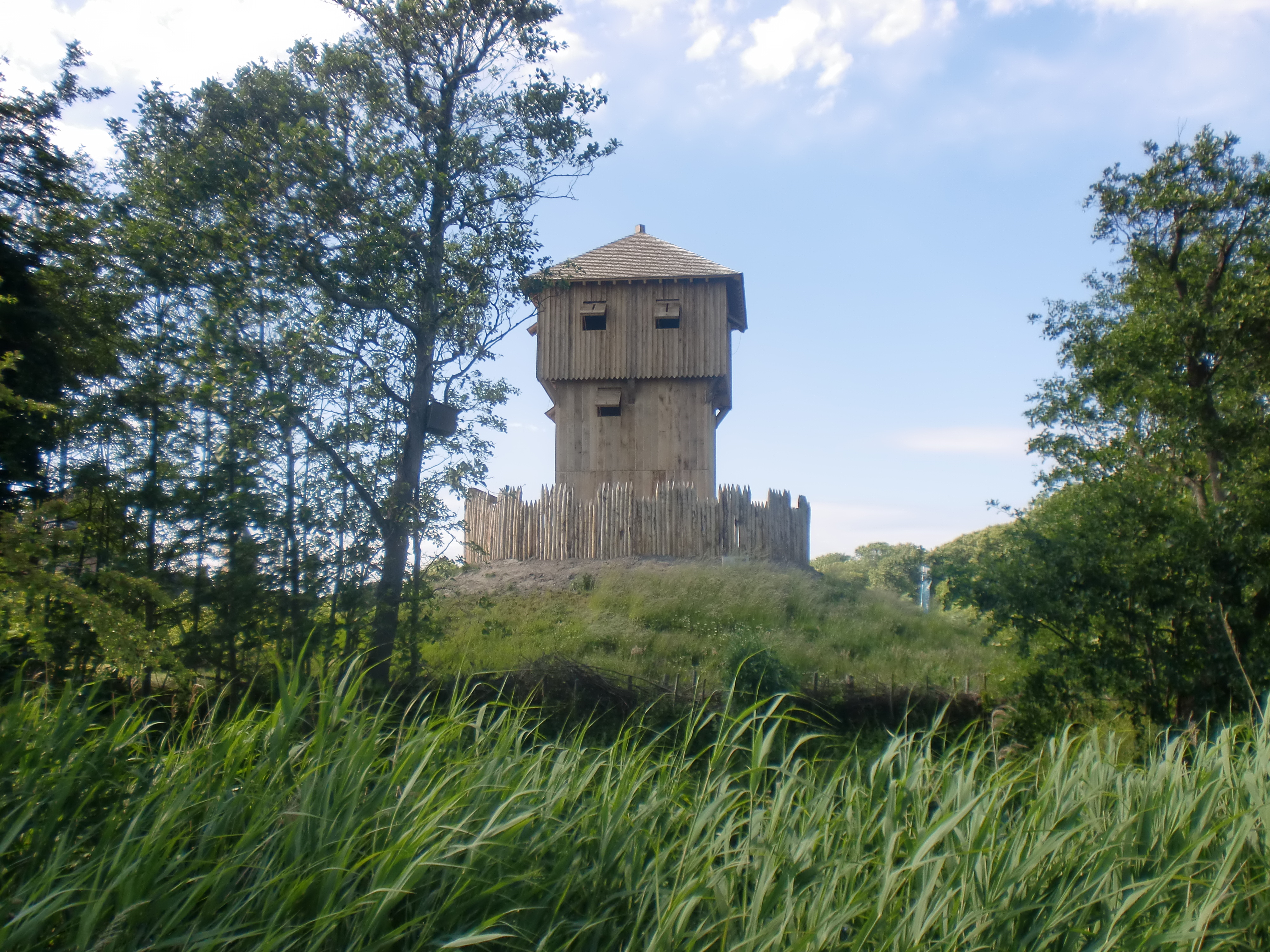
Rekonstruktion in Oostkapelle
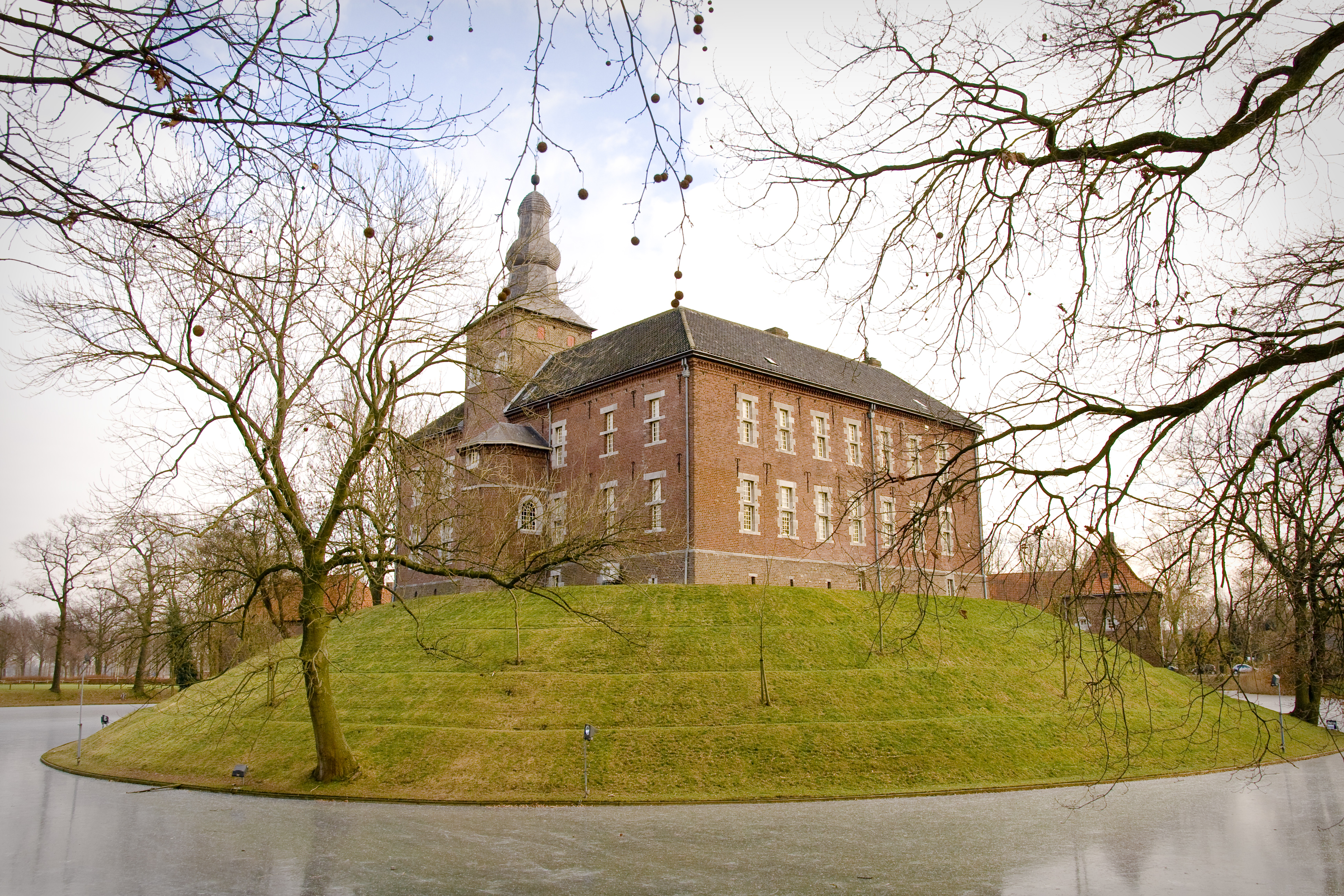
Schloss Limbricht

### Schweiz
Der Herrain in Schupfart ist eine der wenigen Motten in der Schweiz und die einzige bekannte Motte im Kanton Aargau. Eine weitere Anlage stand auf dem Büchel bei Zunzgen im Kanton Basel-Landschaft. Sie wird in die Zeit um 1000 n. Chr. datiert. Der künstliche Hügel direkt an der Autobahn A2 ist noch heute gut zu erkennen.

### Großbritannien
Mit den Normannen kam die Bauform als Motte and Bailey zunächst nach Großbritannien und hundert Jahre später nach Irland. Bei der normannischen Eroberung des angelsächsischen England (1066) wurden zahlreiche Motten als erste Stützpunkte errichtet. Die hölzernen Bauteile dieser Kleinfestungen wurden teilweise bereits auf dem Festland gefertigt und mussten vor Ort nur noch zusammengesetzt werden. Durch diese Fertigbauweise verfügten die Eroberer bereits kurz nach der Invasion über ein dichtes Netz militärischer Stützpunkte auf der Insel. Abbildungen dieser Strongholds finden sich bereits auf dem um 1080 gefertigten Teppich von Bayeux. Einige dieser Eroberungsburgen wurden später zu gewaltigen Steinburgen ausgebaut. So steht etwa der Keep der Königsburg Windsor Castle auf einem großen Turmhügel.
- Luftvideo von Tomen y Rhodwydd, aus Wales (2022)

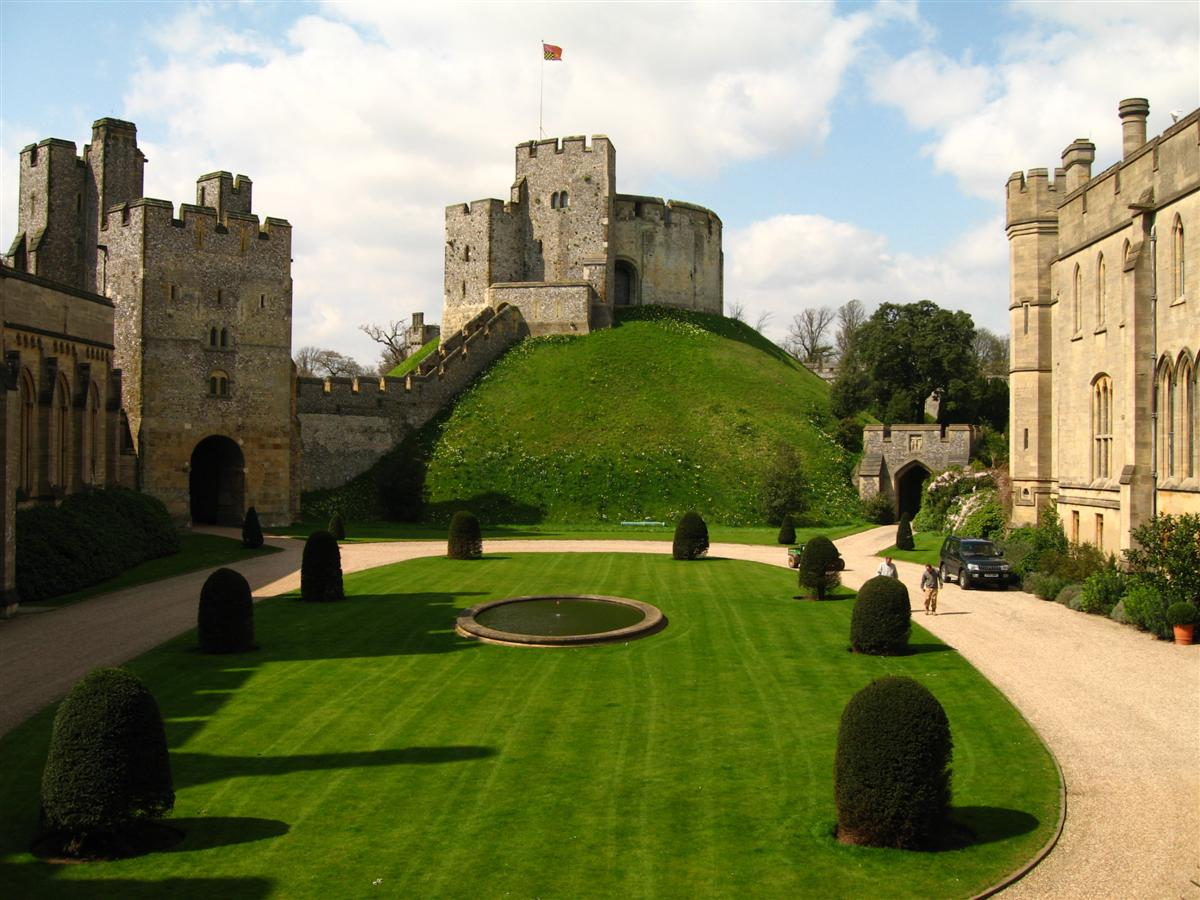
Arundel Castle, eine ausgebaute Motte
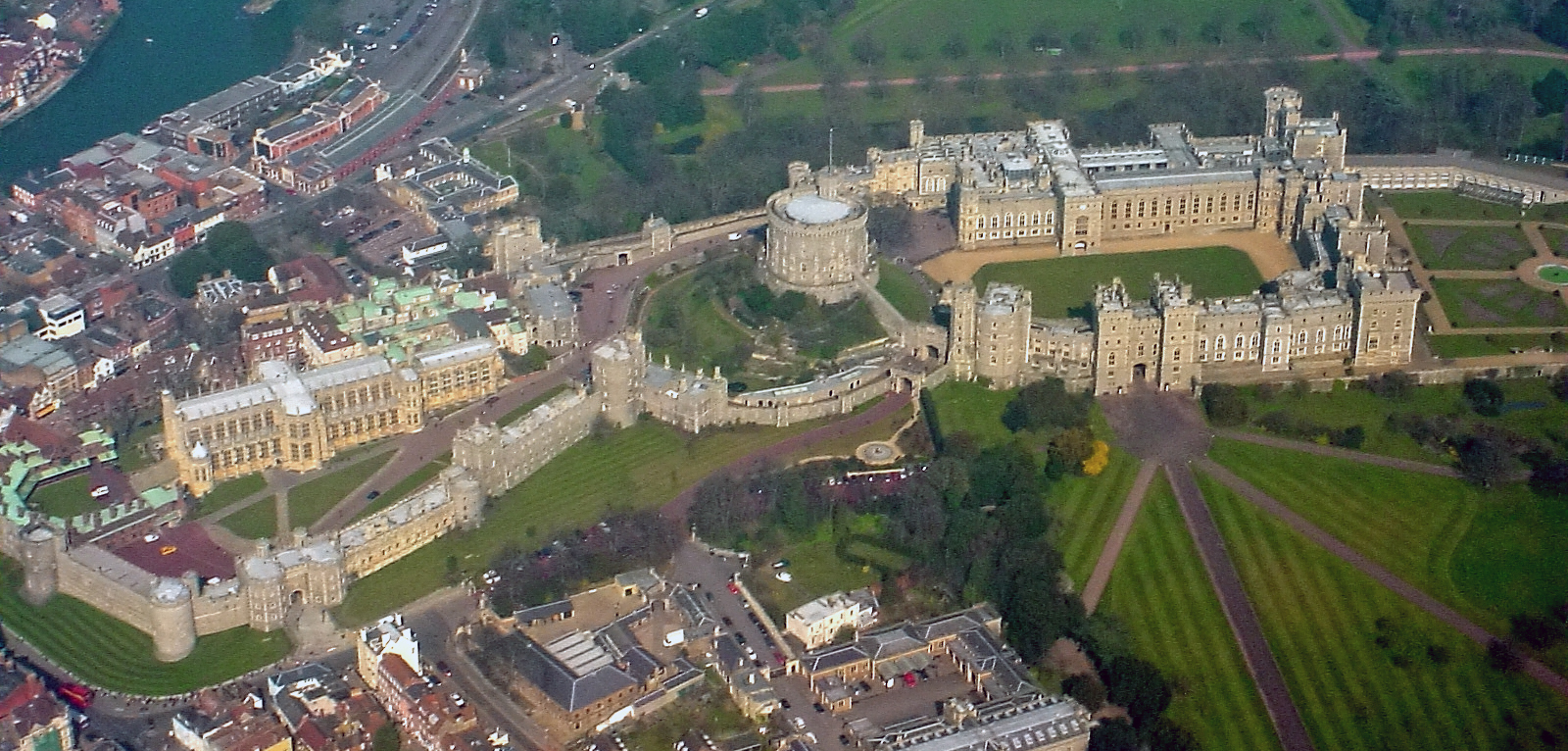
Windsor Castle mit Keep auf Motte im Zentrum und zweier späterer Vorburgen (rechts und links)
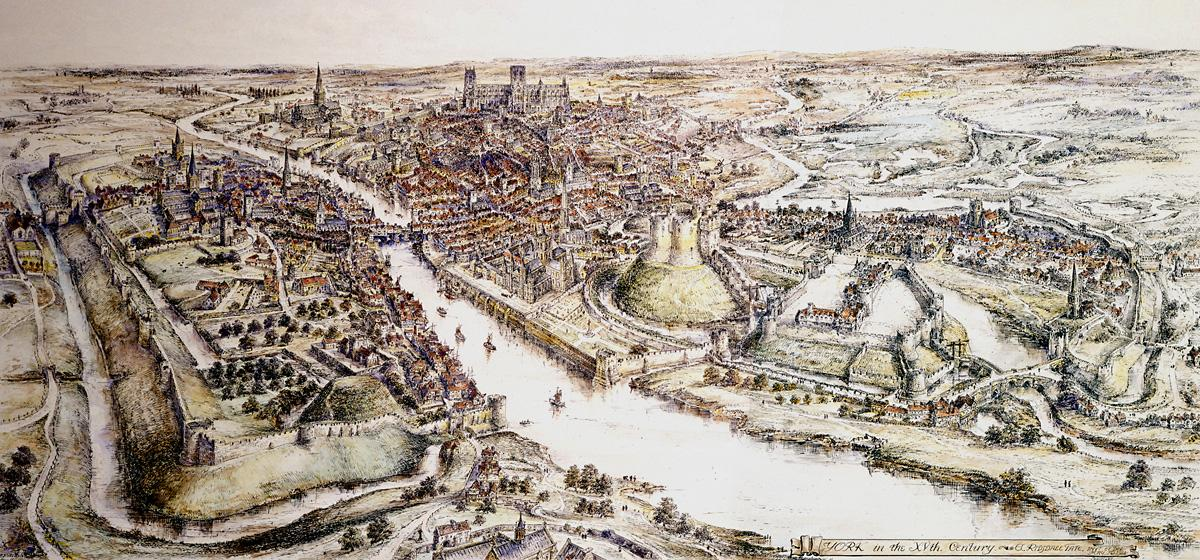
Rekonstruktion der Stadt York im 15. Jahrhundert mit dem York Castle (rechts) und dem Baile Hill links
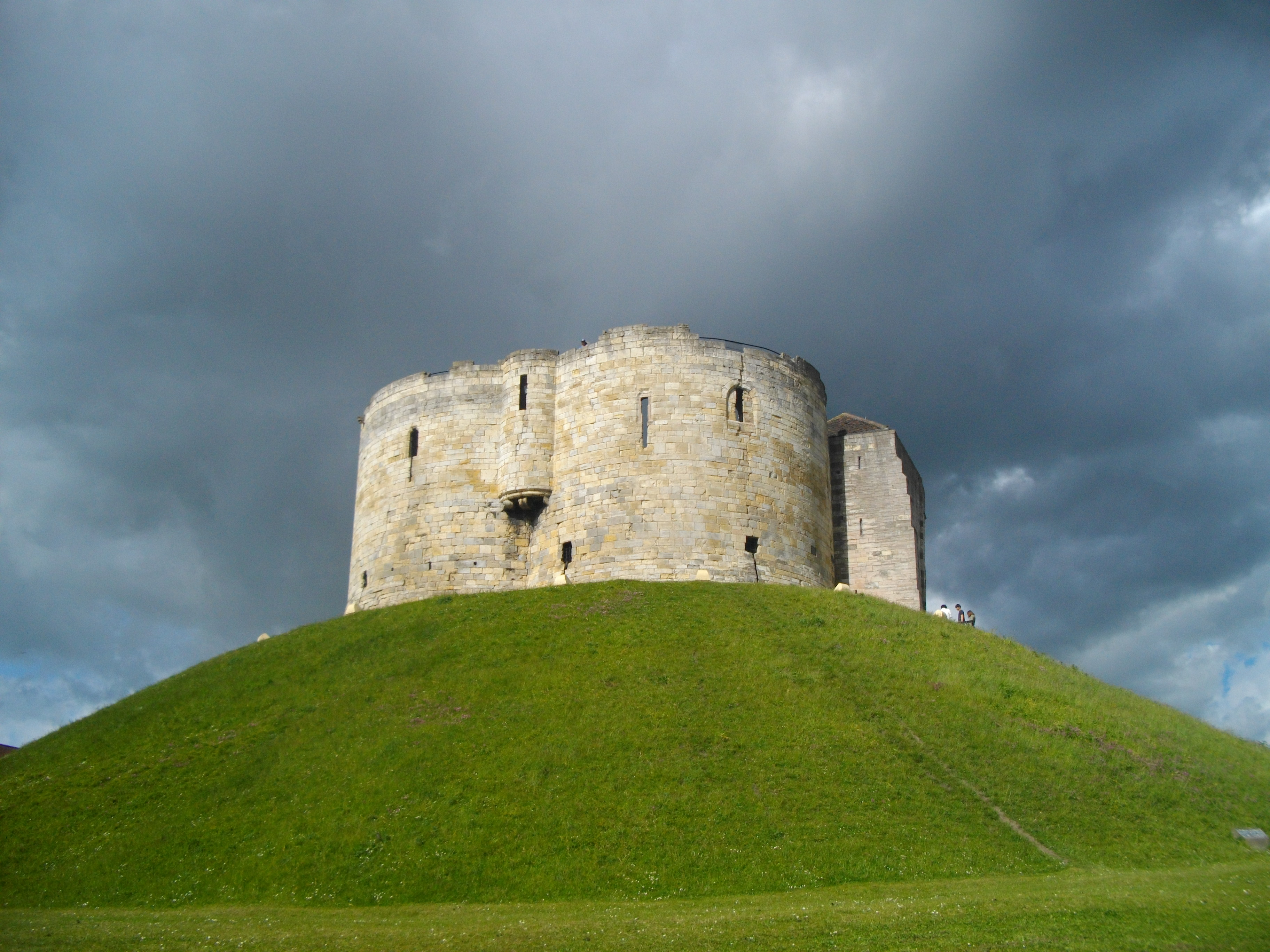
Clifford’s Tower in York
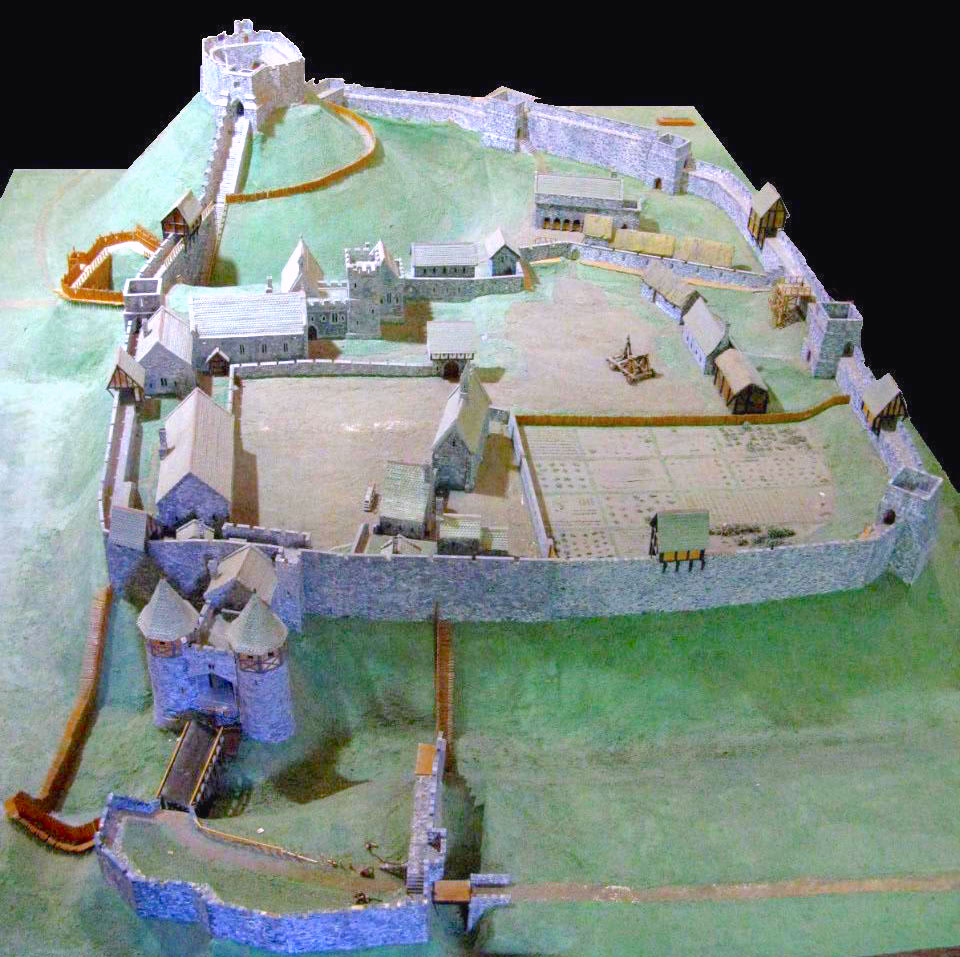
Modell von Carisbrooke Castle, England, im 14. Jahrhundert

### Irland
Bei der Invasion Irlands ab 1169 wurden zahlreiche Motten errichtet, wobei sie teilweise ältere Strukturen wie die der irischen Ráths umnutzten. Die meisten entstanden zwischen 1177 und 1220, um Täler zu sichern. 40 im County Down und 70 im County Antrim sind nachzuweisen. Darunter fallen Crown Mound nahe Newry, Holywood am Belfast Lough und die Motten auf der Ards-Halbinsel, Downpatrick, Dromore, Duneight und Shandon Park Mound in Belfast. In Tipperary entstand die Motte von Knockgraffon auf dem alten Inaugurationsplatz für die Könige von Munster.
Die Liste der mittelalterlichen Erdburgen in Irland führt alle bekannten Motten und die diesen ähnlichen Ringworks auf.

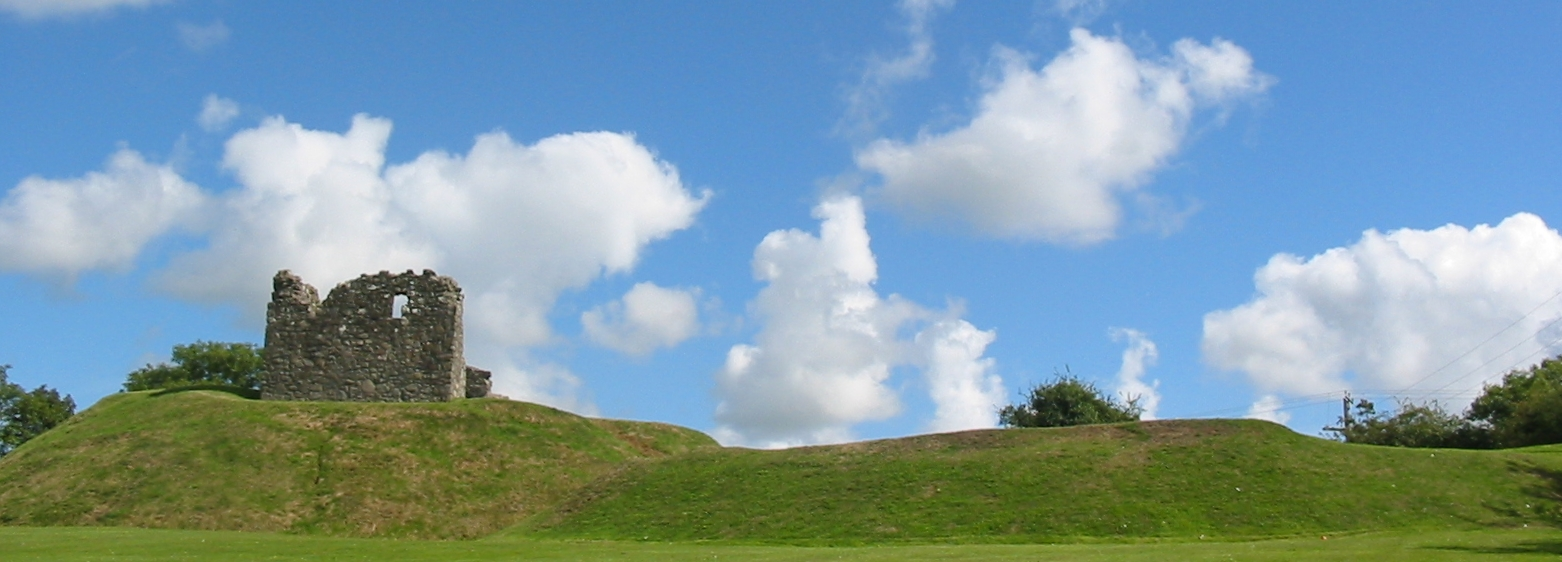
Motte von Clough, Nordirland
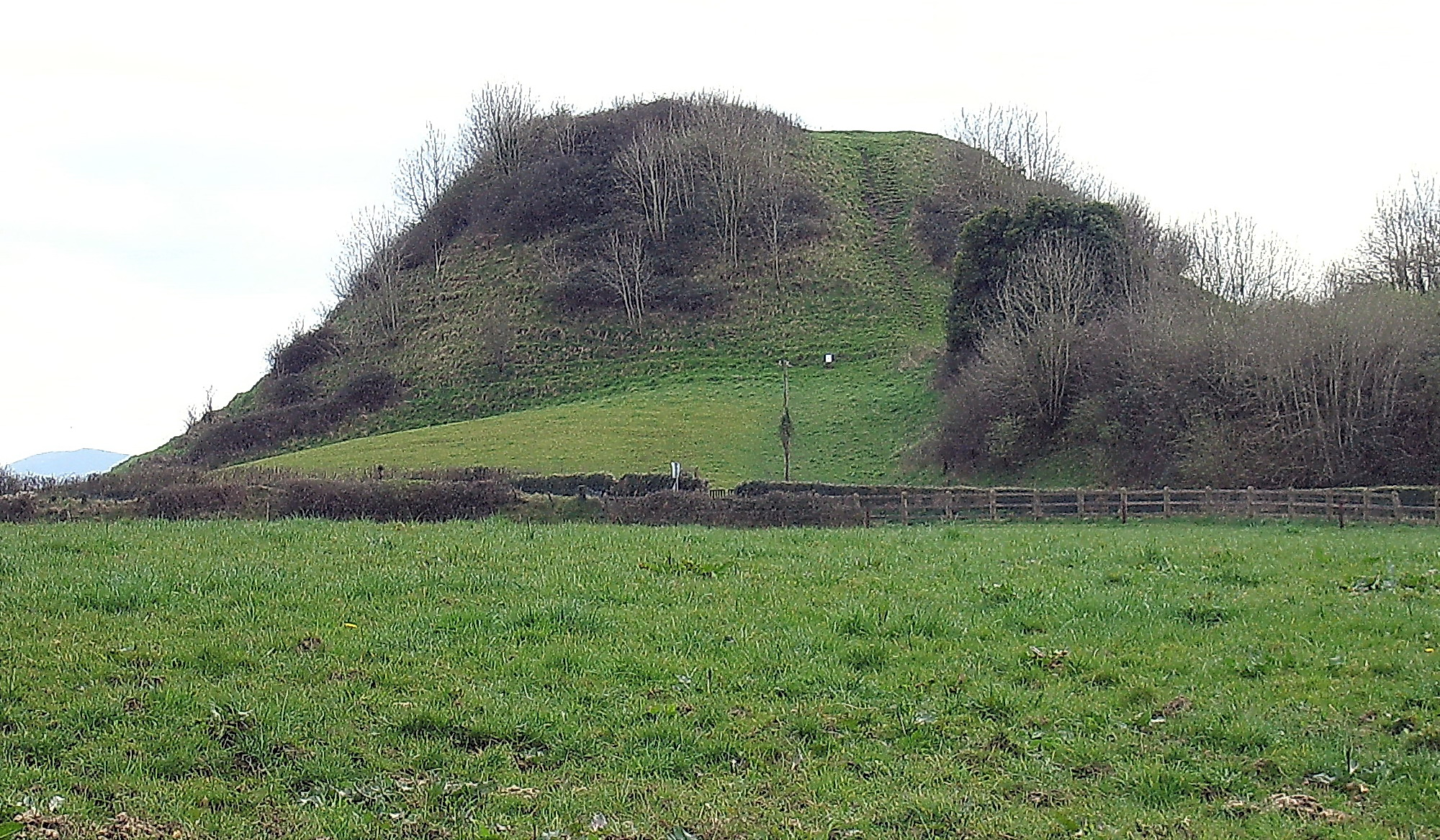
Motte von Knockgraffon
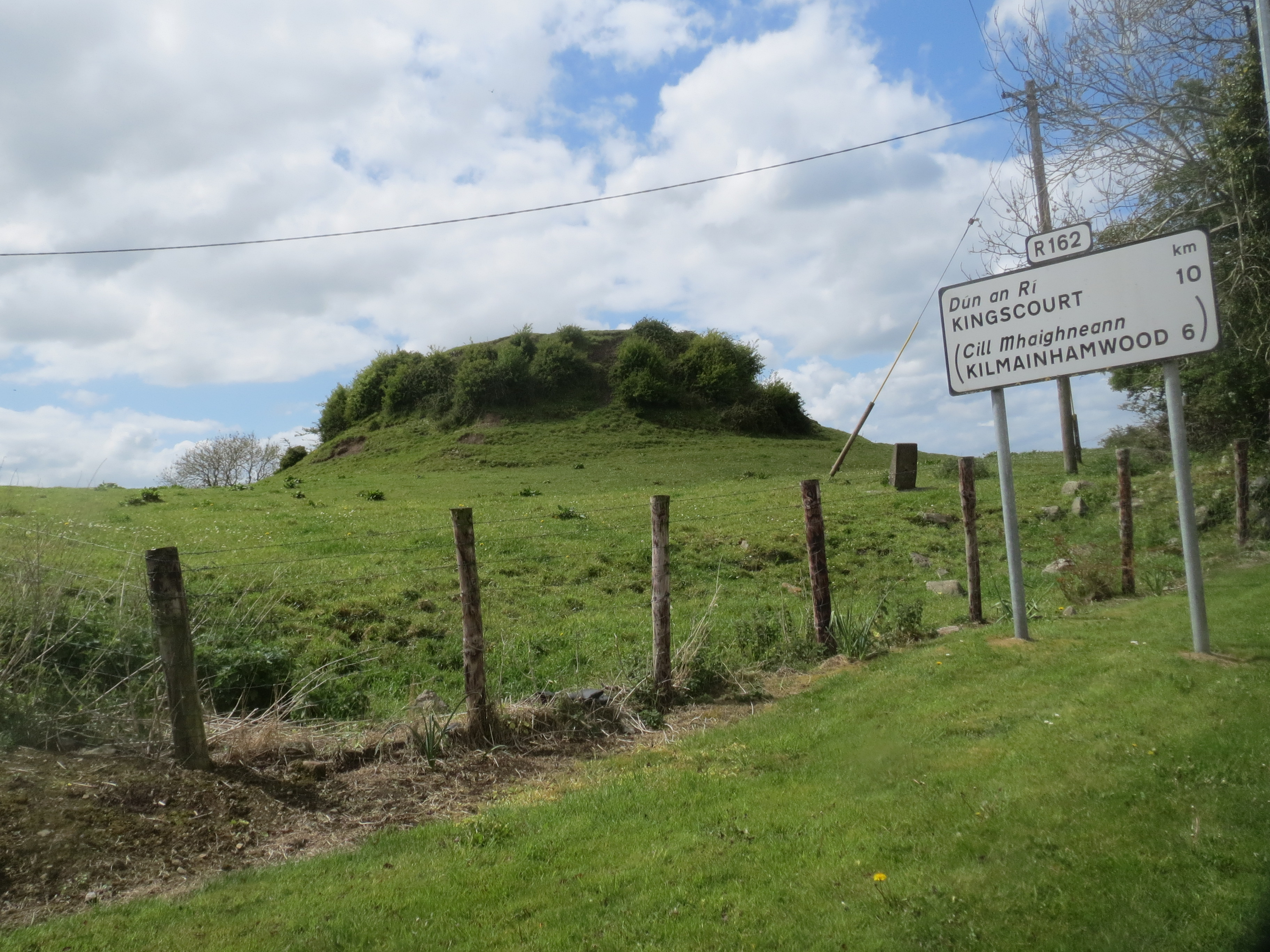
Motte in Nobber, County Meath
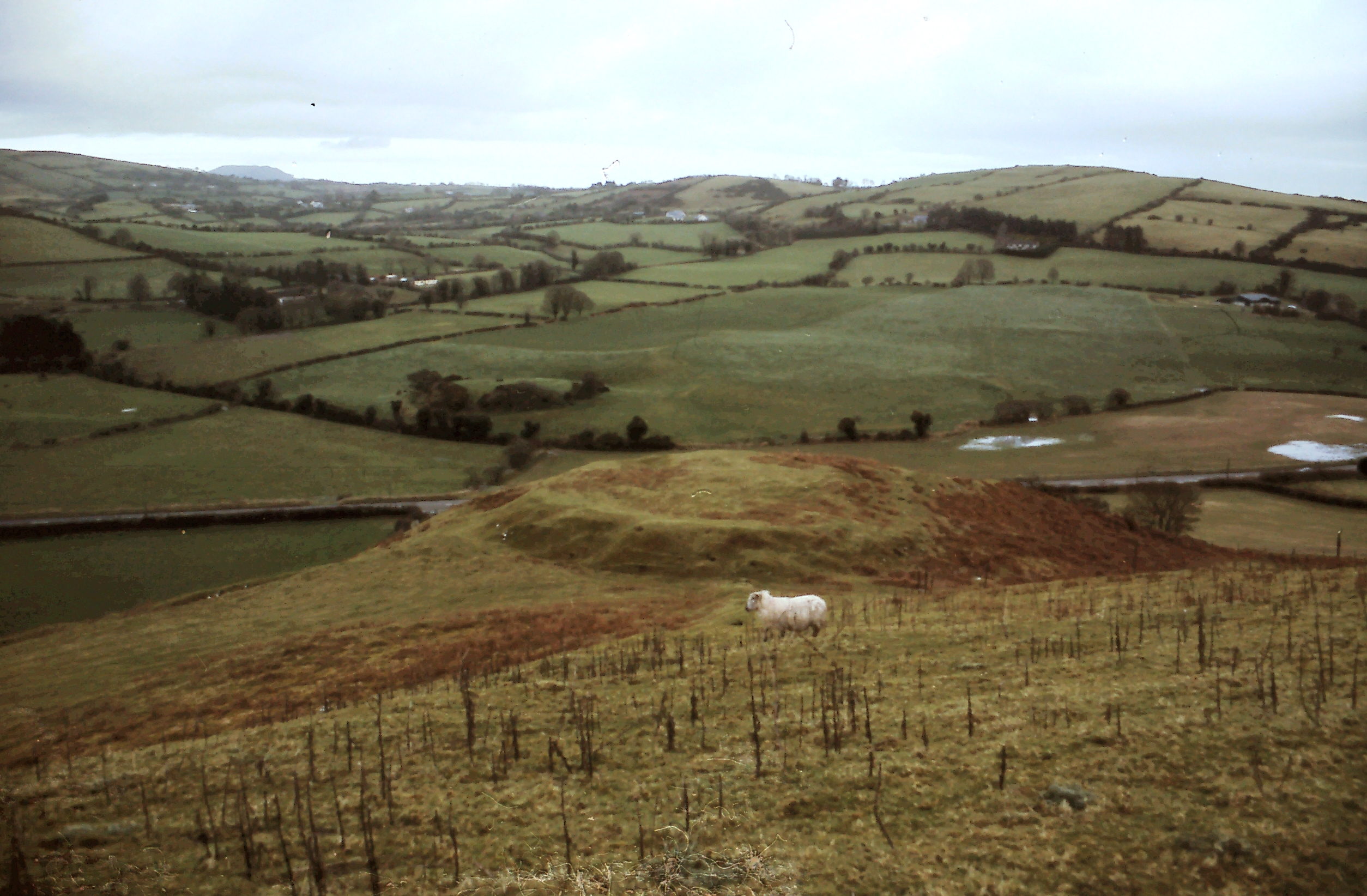
Cullahill County Tipperary, Ringwork

### Frankreich
In Frankreich gibt es, besonders im flacheren Norden, zahlreiche Beispiele für Motten. Im Süden boten sich hingegen natürliche Bergkegel an.

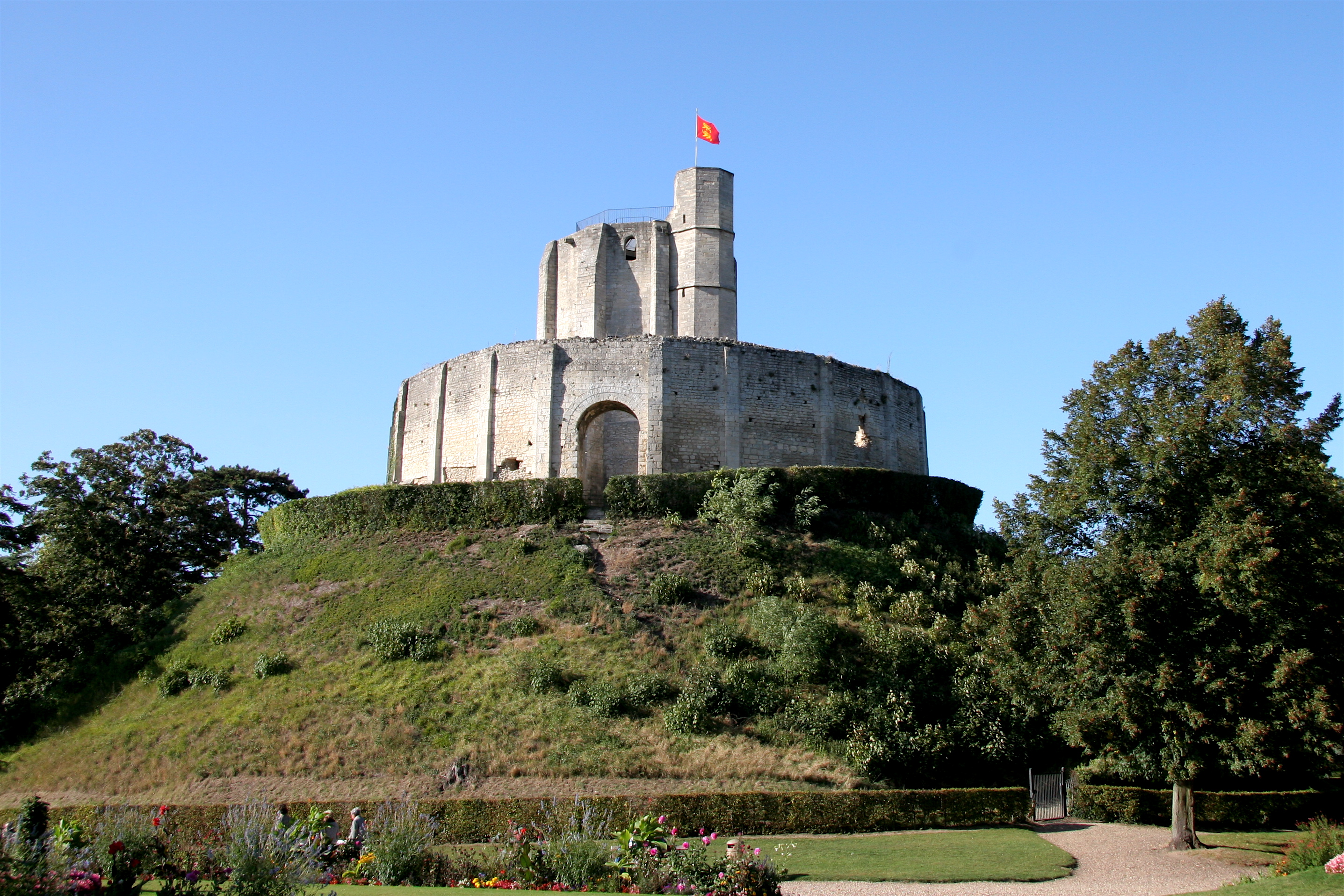
Die Motte der Burg Gisors mit dem etwa 70 Jahre später entstandenen Donjon
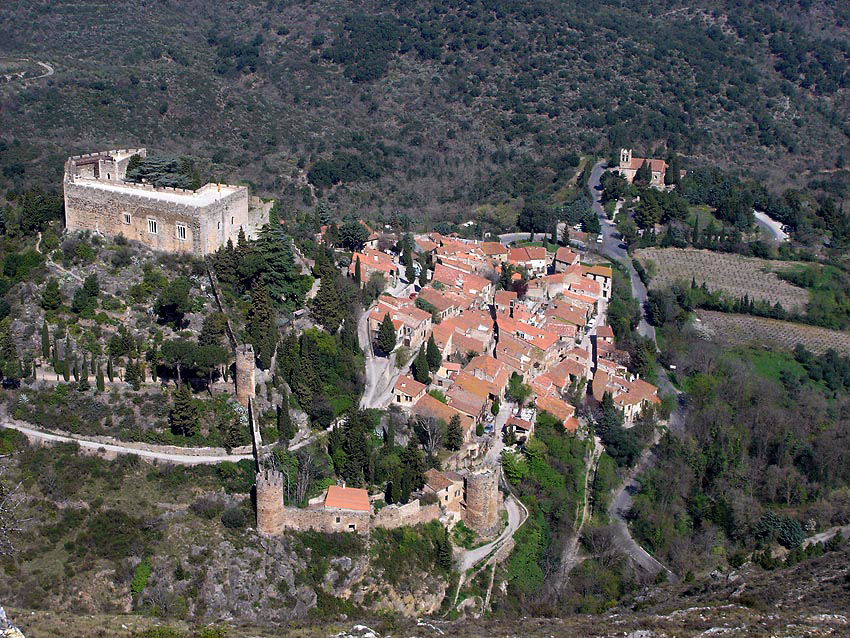
Eine „natürliche“ Motte: Castelnou, Pyrénées-Orientales
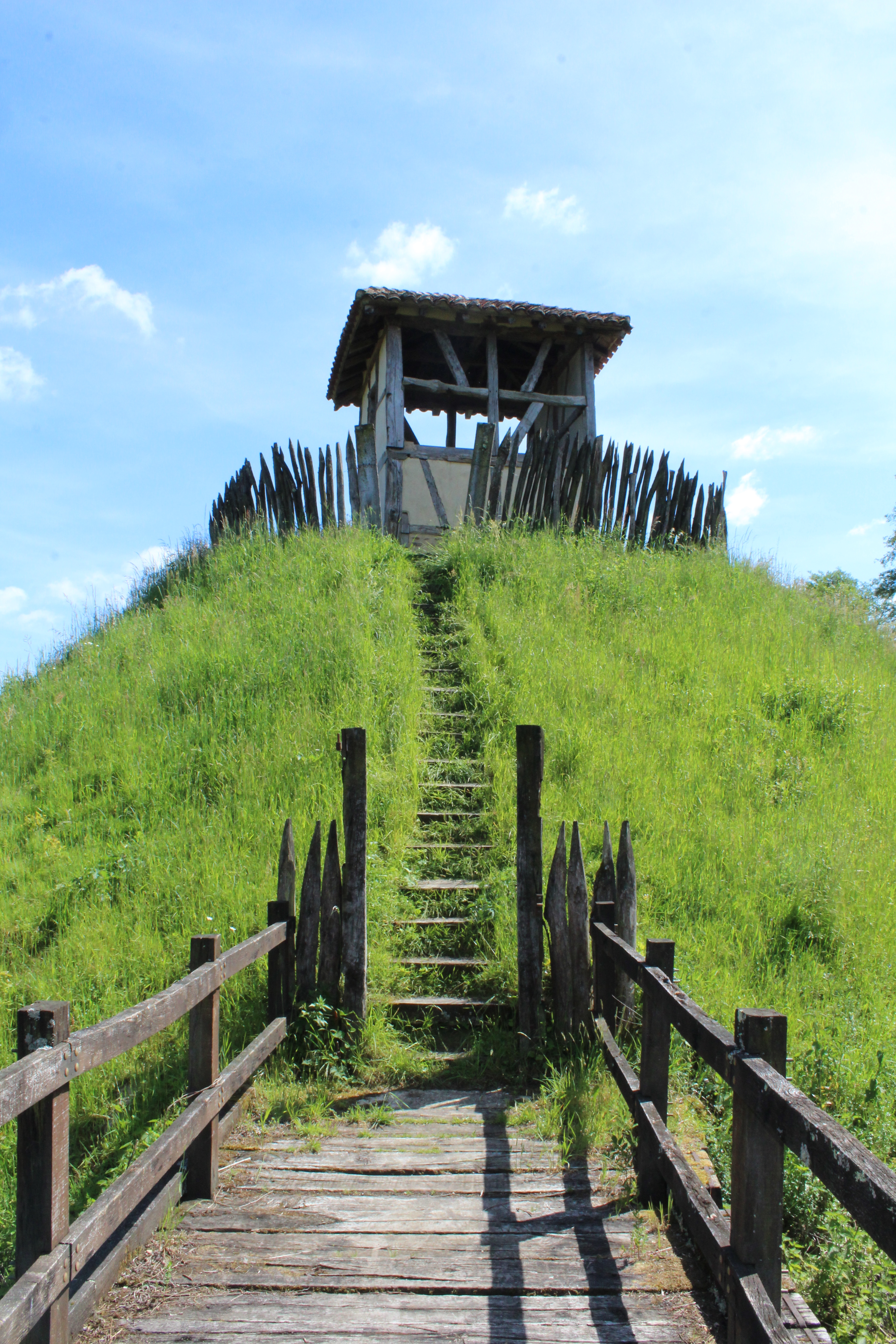
Rekonstruierte Poype des Fées in Buellas, Ain
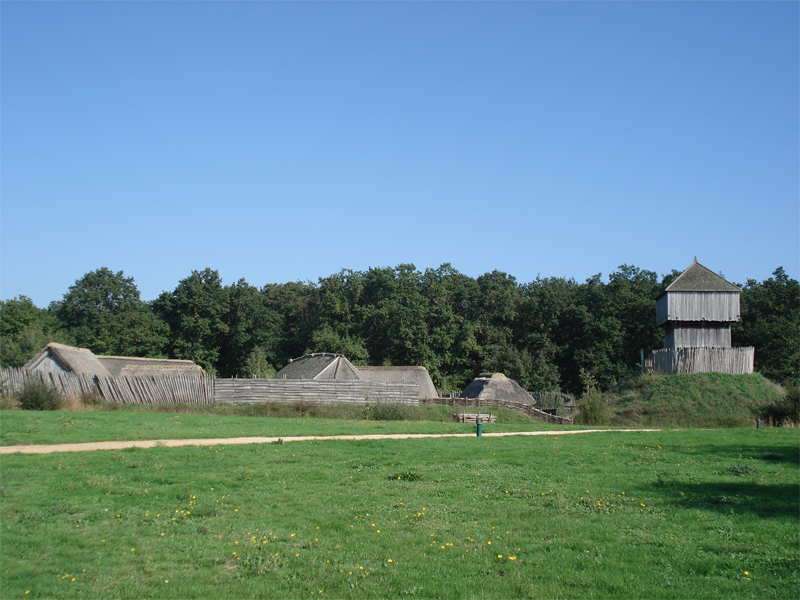
Motte und Vorburg in Saint Sylvain

## Denkmalschutz

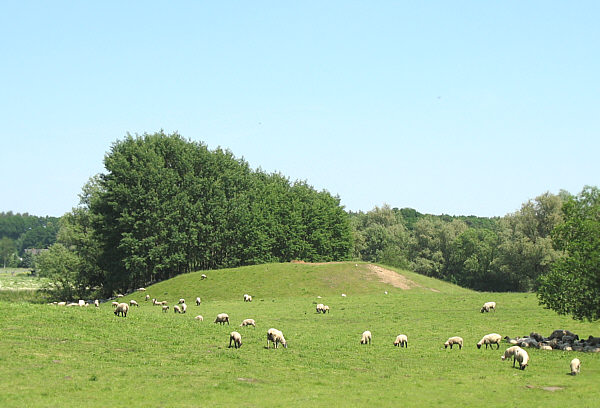
Turmhügel Darze (Mecklenburg), durch Schafbeweidung stark erosionsgefährdet

Wie die meisten Bodendenkmäler sind Motten zunehmend dem Vandalismus ausgesetzt. Besondere Gefahrenquellen für Motten sind beispielsweise Raubgräber, die teilweise gravierende Schäden verursachen. Manche Turmhügel werden zur Materialgewinnung angegraben oder bei der Anlage von Holzabfuhrwegen schwer beschädigt.